# Liste der Torpedokreuzer und -kanonenboote
Die Liste der Torpedokreuzer und -kanonenboote enthält alle zwischen der Mitte der 1870er Jahre und 1910 gebauten Torpedokreuzer und Torpedokanonenboote. Die beiden Schiffsklassen sind nicht eindeutig voneinander zu trennen; die Benennung der Schiffstypen wurde von den verschiedenen Marinen uneinheitlich gehandhabt.

## Liste der Schiffe

### Argentinien
Torpedera de mar – Hochseetorpedoboote
- Espora-Klasse
  - ARA Espora (1890)
  - ARA Rosales (1890)

Crucero-torpedero – Torpedokreuzer

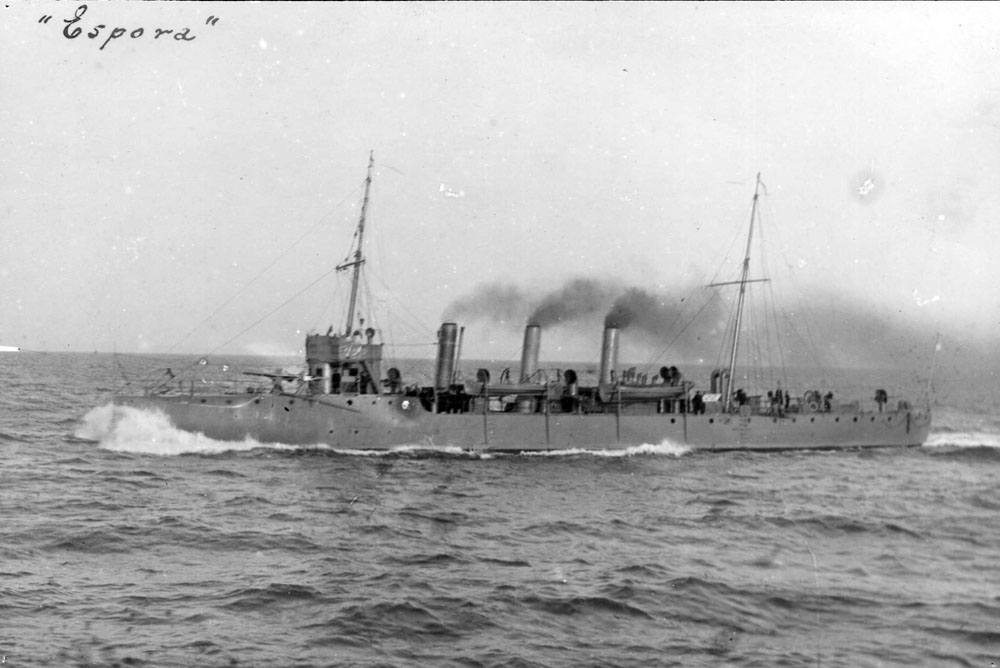
ARA Patria (1893)
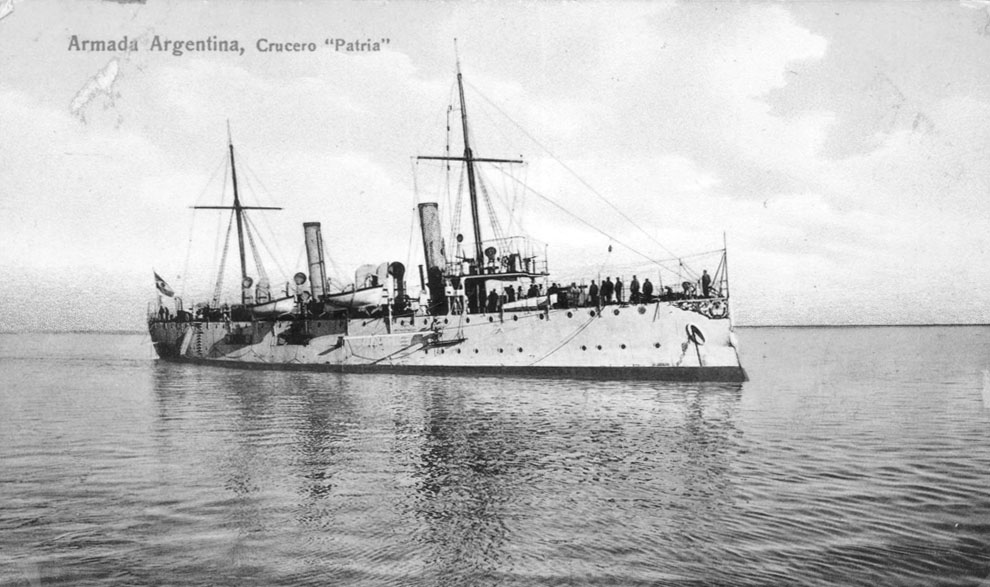
ARA Patria

- ARA Espora
- ARA Patria

### Brasilien
Contratorpedeiro – Torpedobootzerstörer
- Gustavo Sampaio (1893)

Cruzadores torpedeiros – Torpedokreuzer
- Tiradentes (1892)
- Tupi-Klasse
  - Tupi (1896)
  - Tymbira (1896)
- Tamoio (1898)

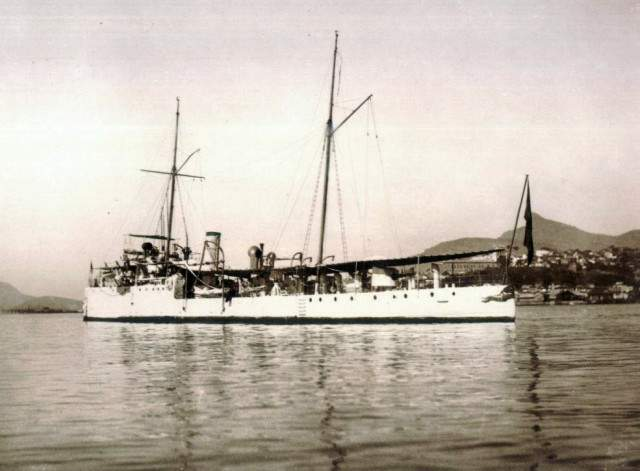
Gustavo Sampaio
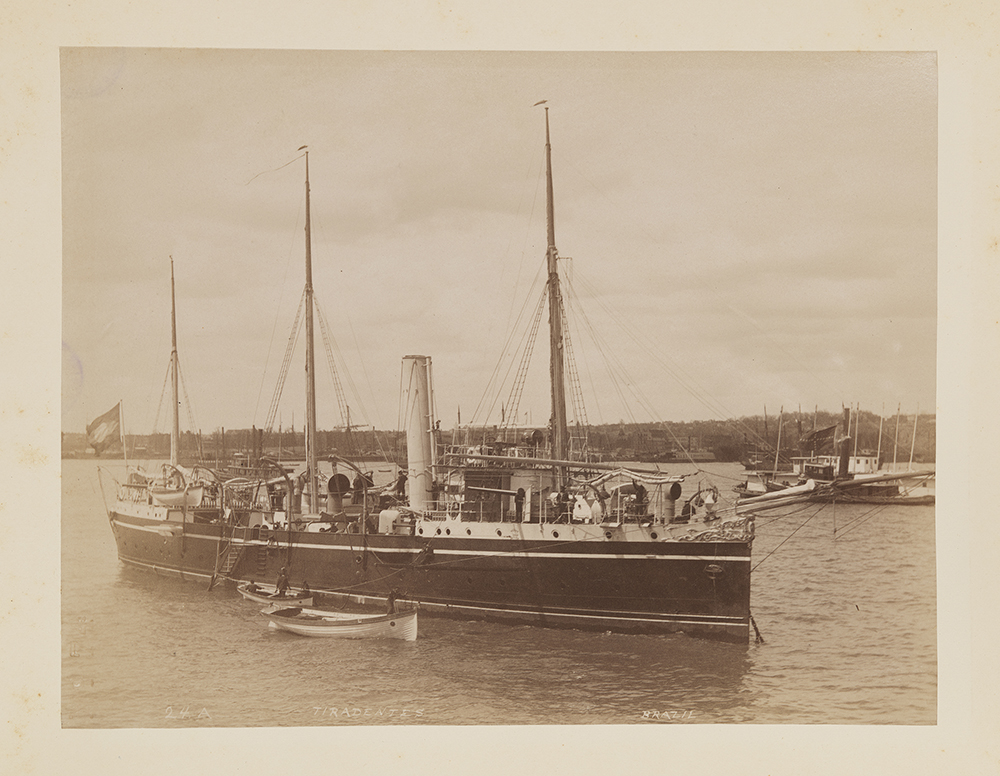
Tiradentes
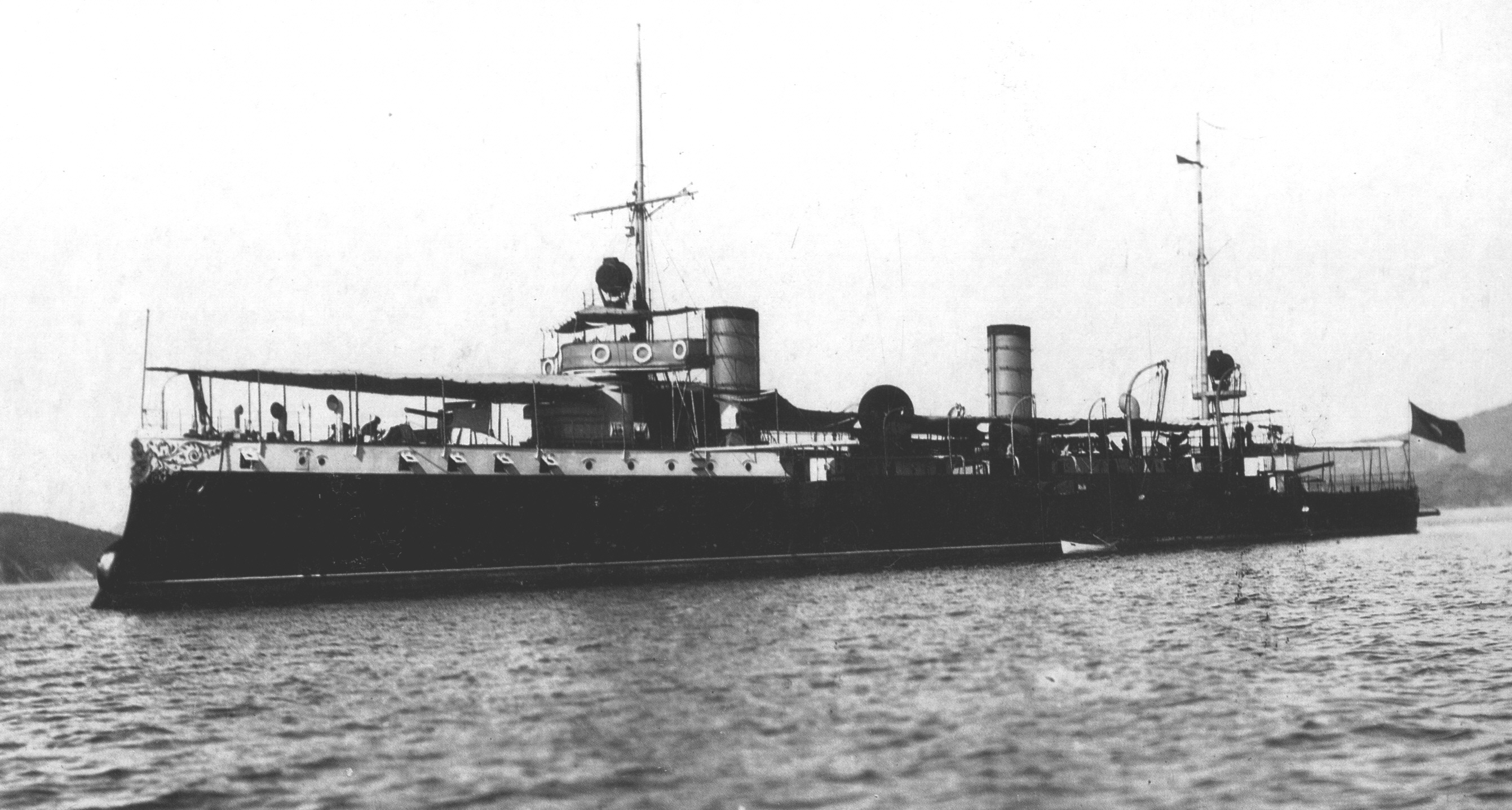
Tupi
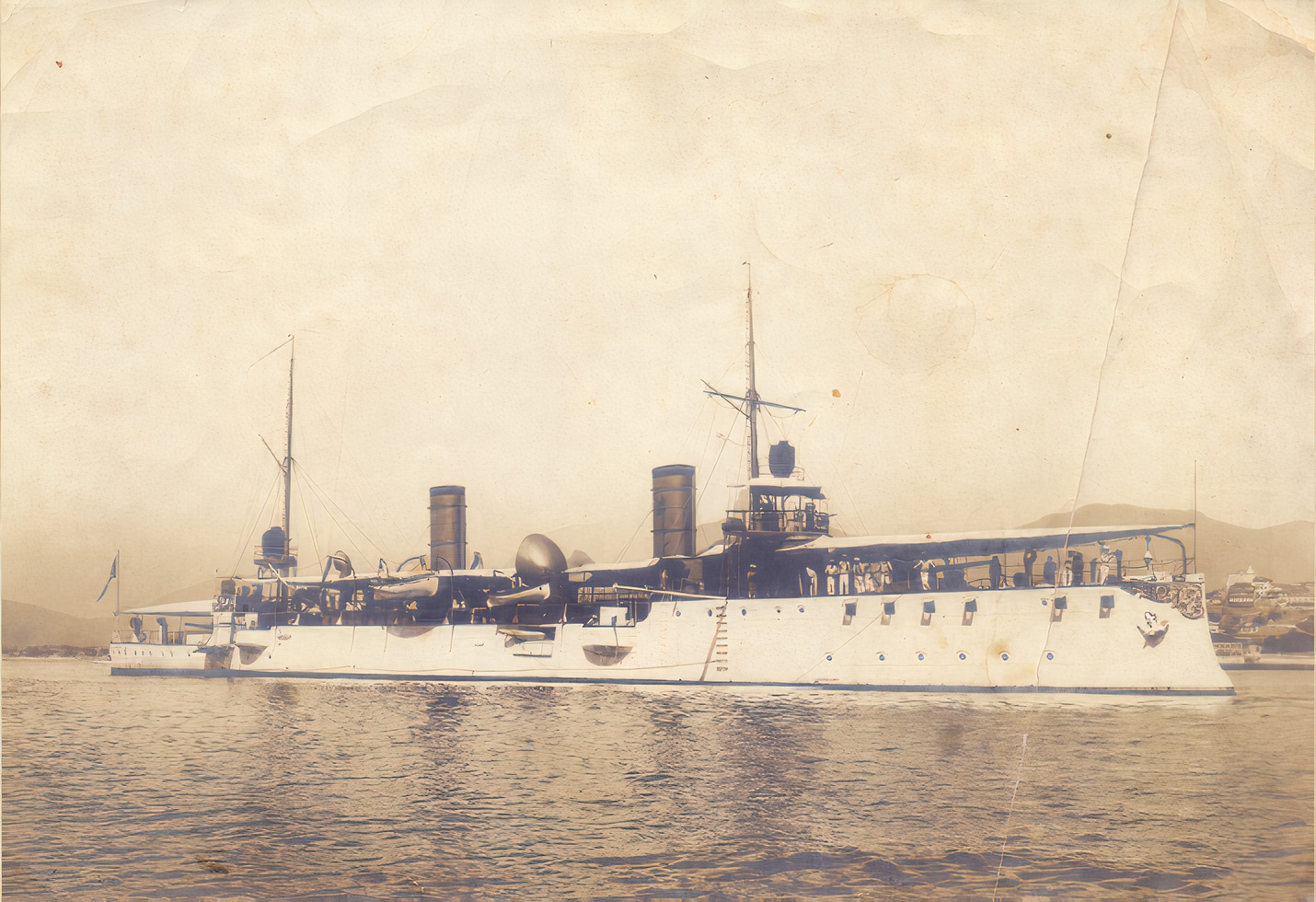
Tymbira
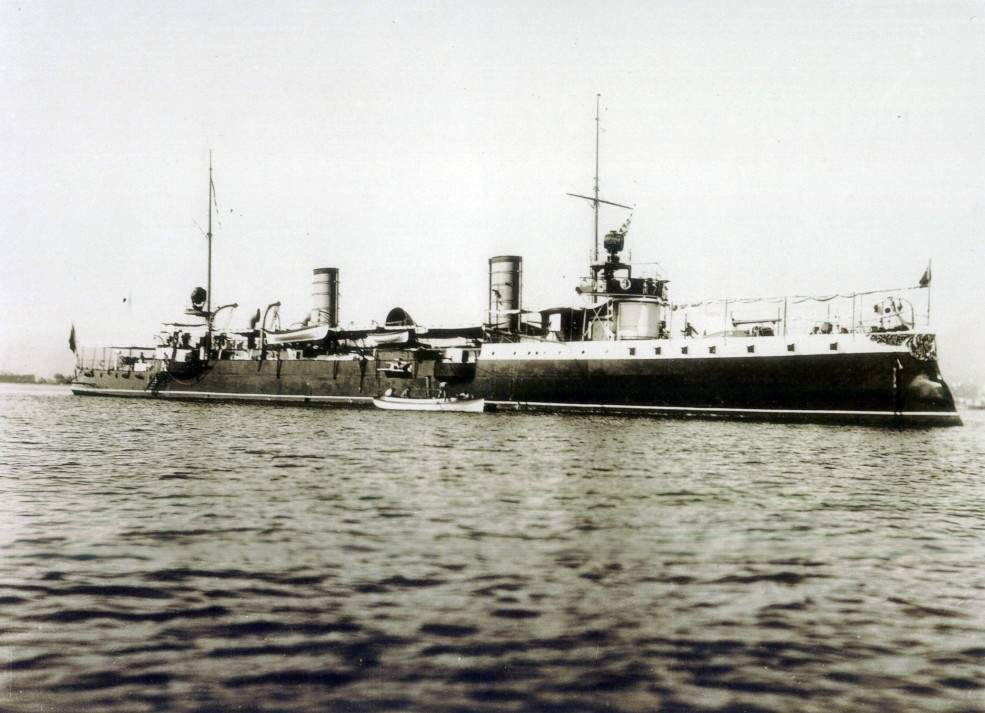
Tamoio

### Bulgarien
Крайцер – Kreuzer
- Nadeschda (bulgar.: Надежда) (1898)

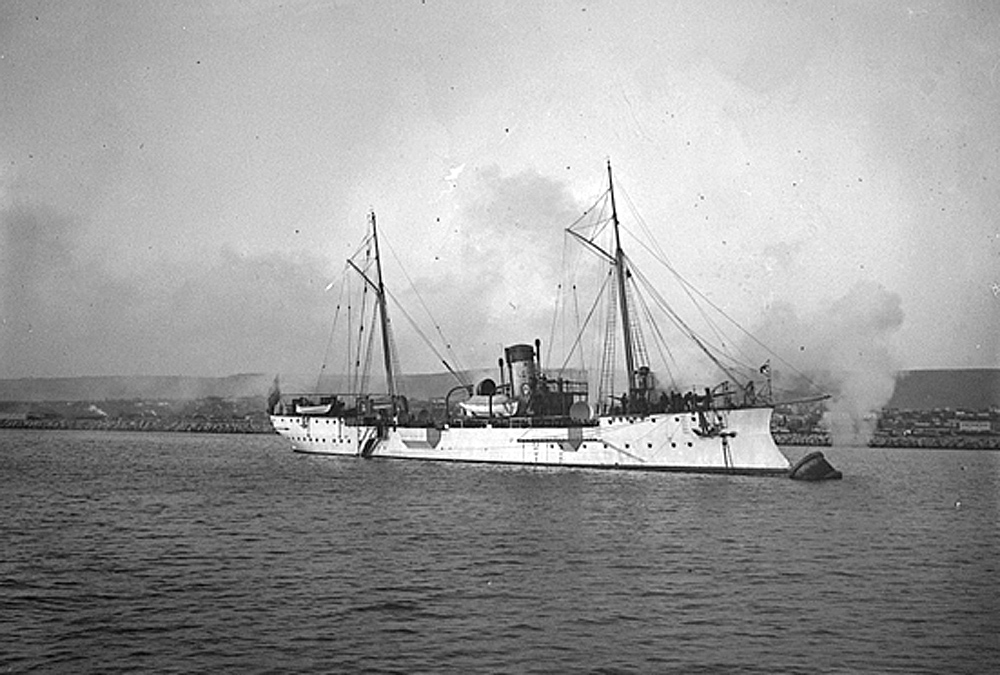
Nadeschda

### Chile
Crucero-torpedero – Torpedokreuzer
- Almirante-Lynch-Klasse
  - Almirante Lynch (1890) – um 1910 in Tomé umbenannt
  - Almirante Condell (1890) – um 1910 in Alcahuano umbenannt
- Almirante Simpson (1896) – 1907 an Ecuador verkauft und in Libertador Bolivar umbenannt

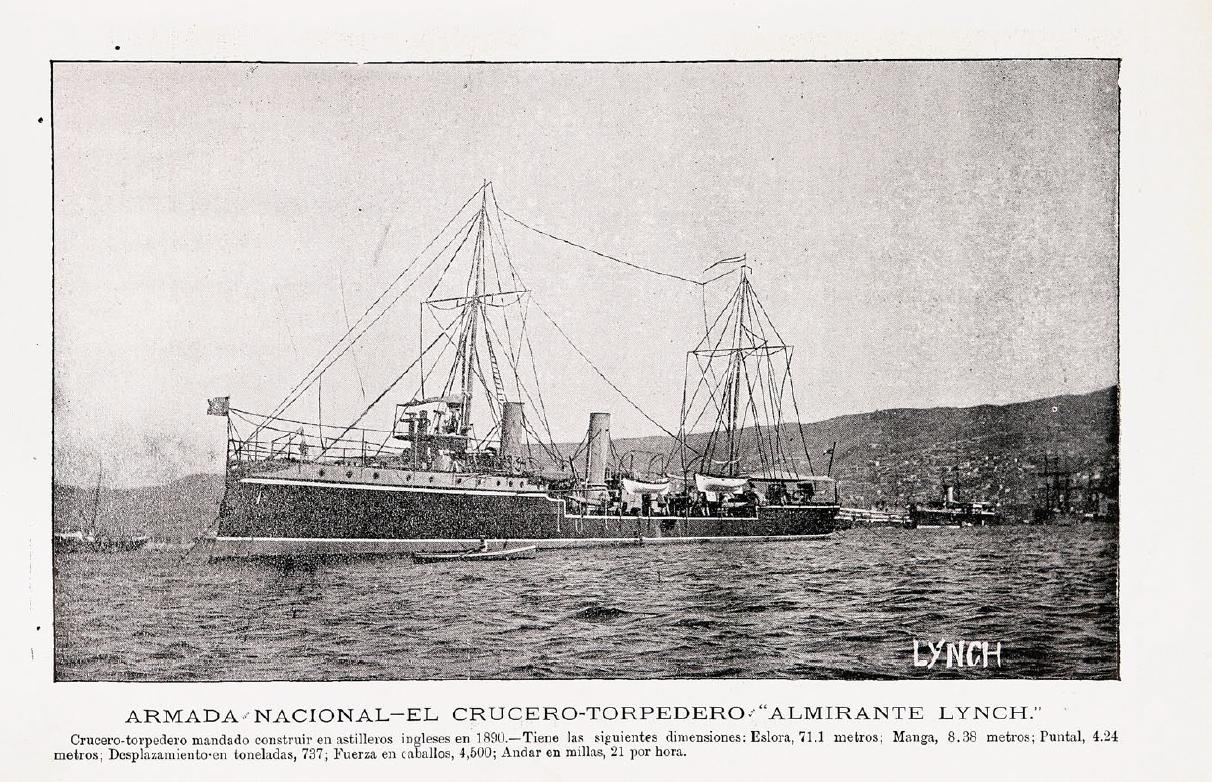
Almirante Lynch
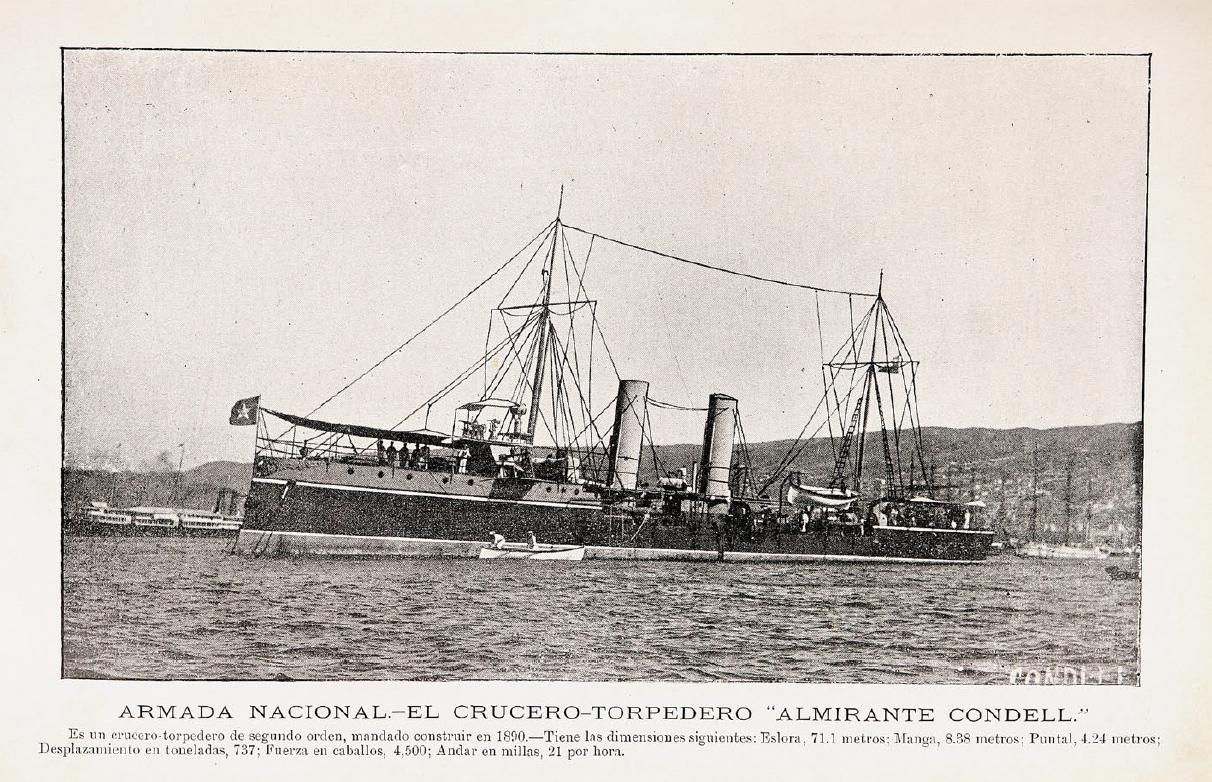
Almirante Condell
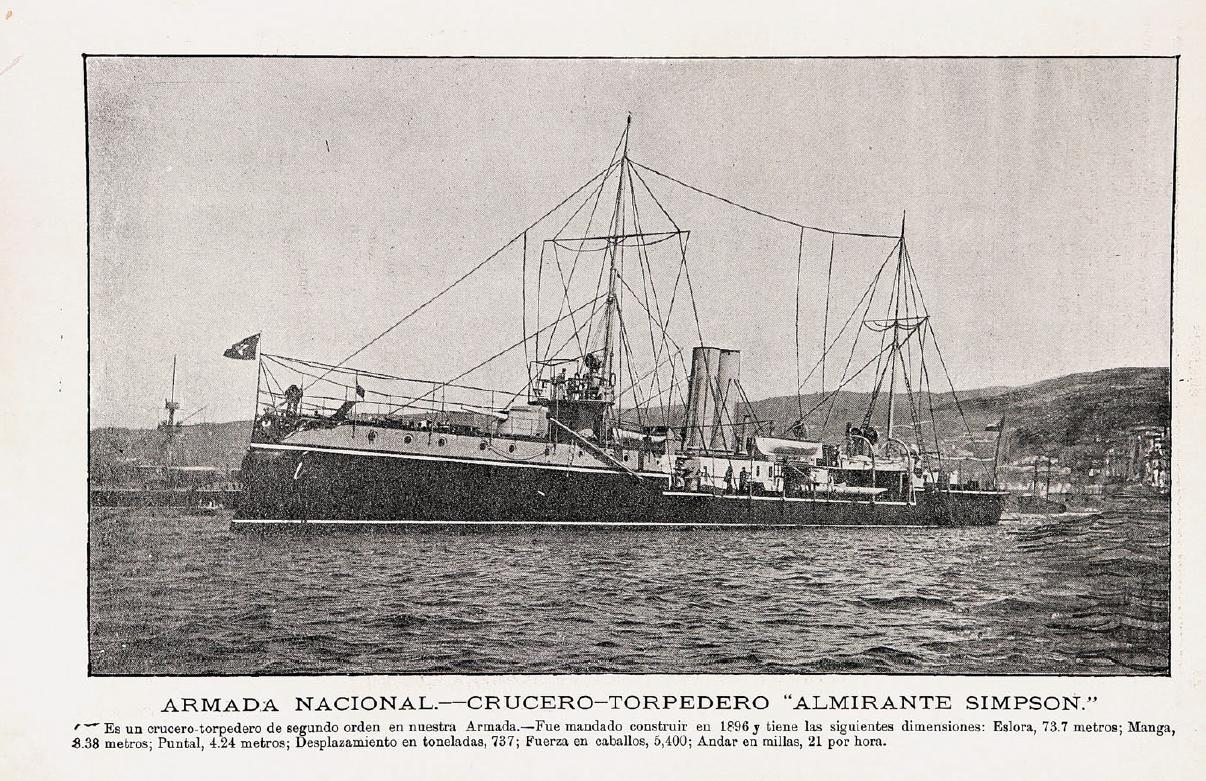
Almirante Simpson

### China
Die Namen der chinesischen Schiffe sind in der zu ihrer Dienstzeit und in der Literatur üblichen Wade-Giles-Umschrift angegeben, ergänzt um die heute übliche Pinyin-Umschrift.
Torpedokanonenboote
- Kuang-Yi-Klasse (1890/91)
  - Kuang Yi (Pinyin: Guǎngyǐ) (1889)
  - Kuang Ping (Pinyin: Guǎngbǐng) (1891)
  - Fu Ching (Pinyin: Fúqīng), urspr. Kuang Ting (Pinyin: Guǎngdīng) (1893)
- Fei Ying (Pinyin: Fēiyīng) (1895)
- Chien-An-Klasse
  - Chien Wei (Pinyin: Jiànwēi) (1899)
  - Chien An (Pinyin: Jiàn'ān) (1900)

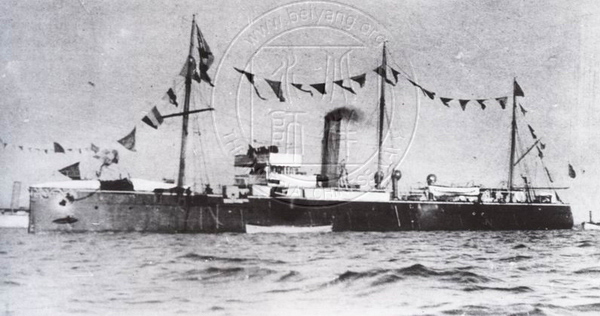
Kuang Yi

### Deutschland
Avisos
- Zieten (1876)
- Blitz-Klasse
  - Blitz (1882)
  - Pfeil (1882)
- Greif (1886)
- Wacht-Klasse
  - Wacht (1887)
  - Jagd (1888)
- Meteor-Klasse
  - Meteor (1890)
  - Comet (1892)
- Hela (1895)

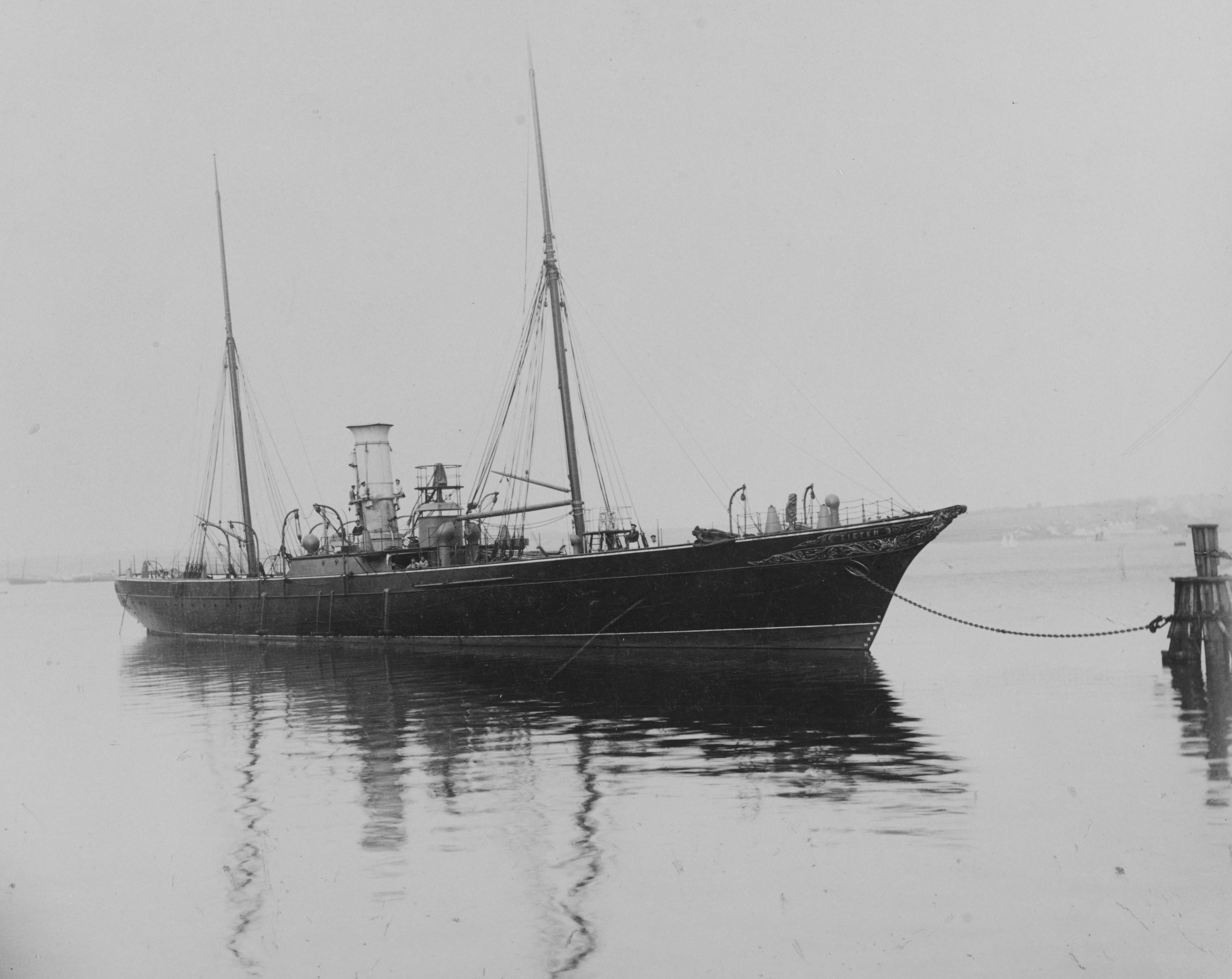
Zieten
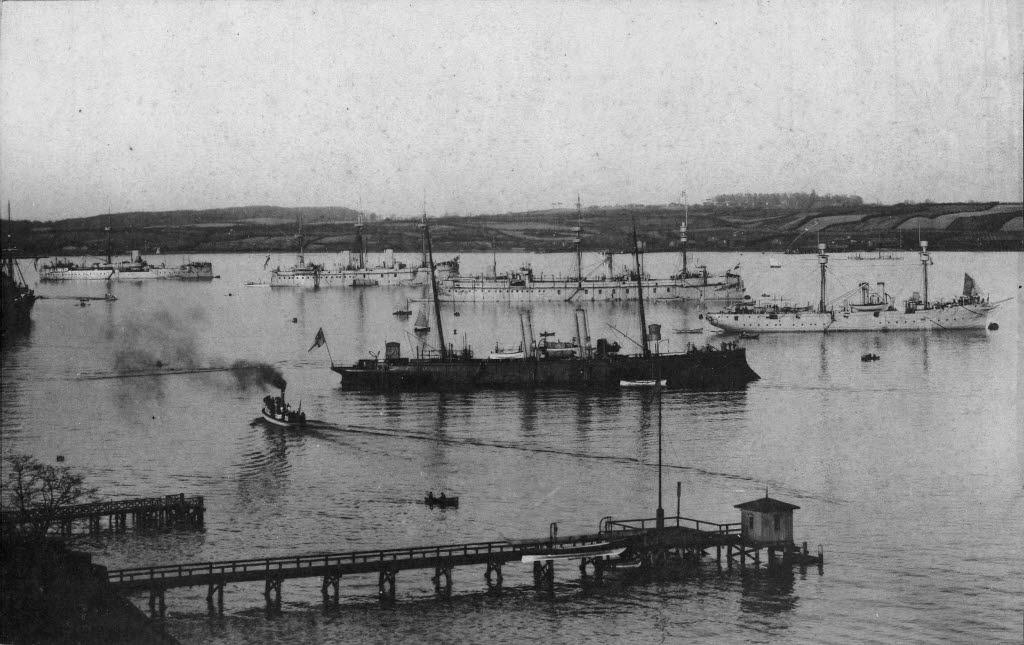
Blitz (in Bildmitte)
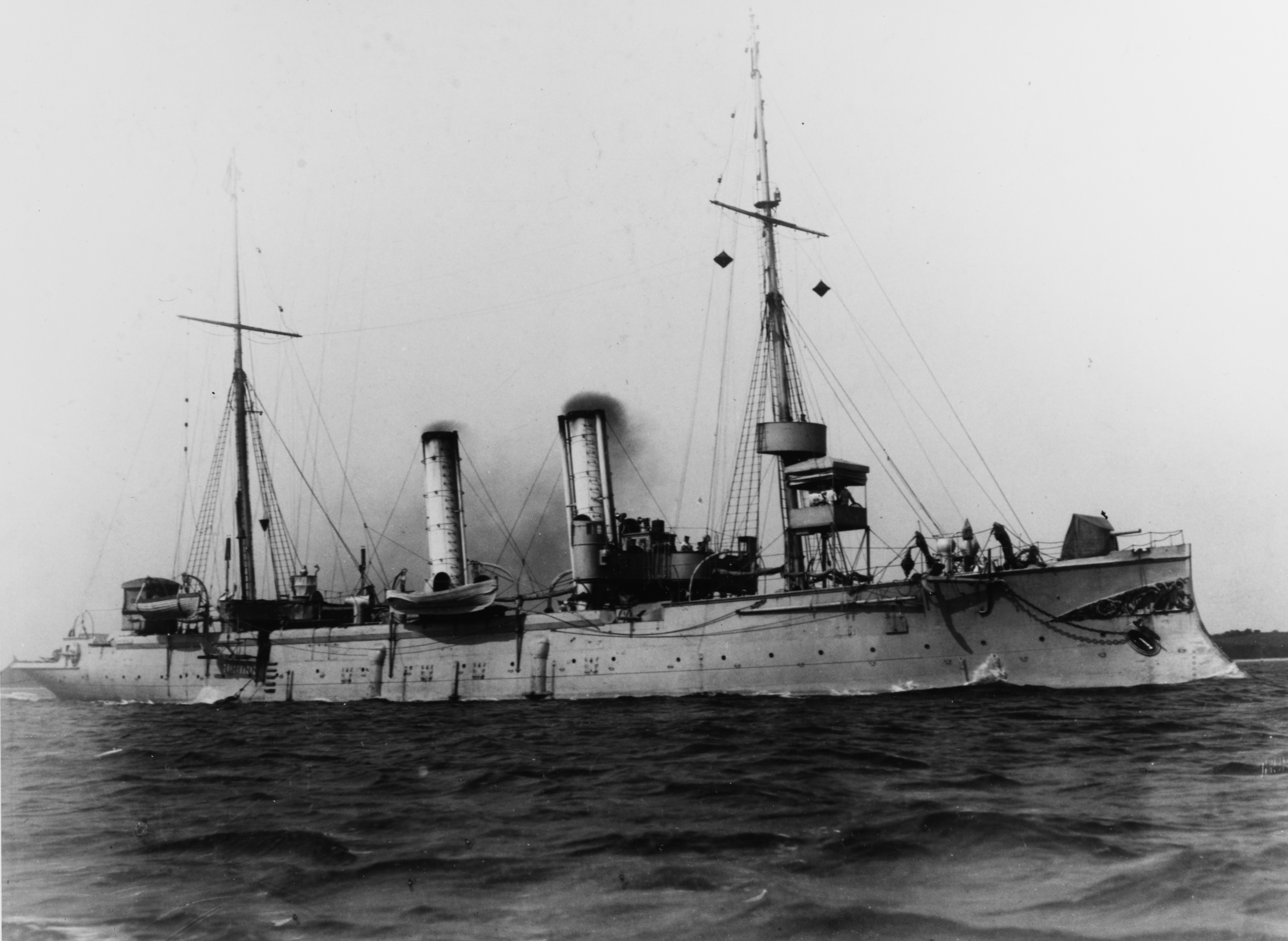
Pfeil
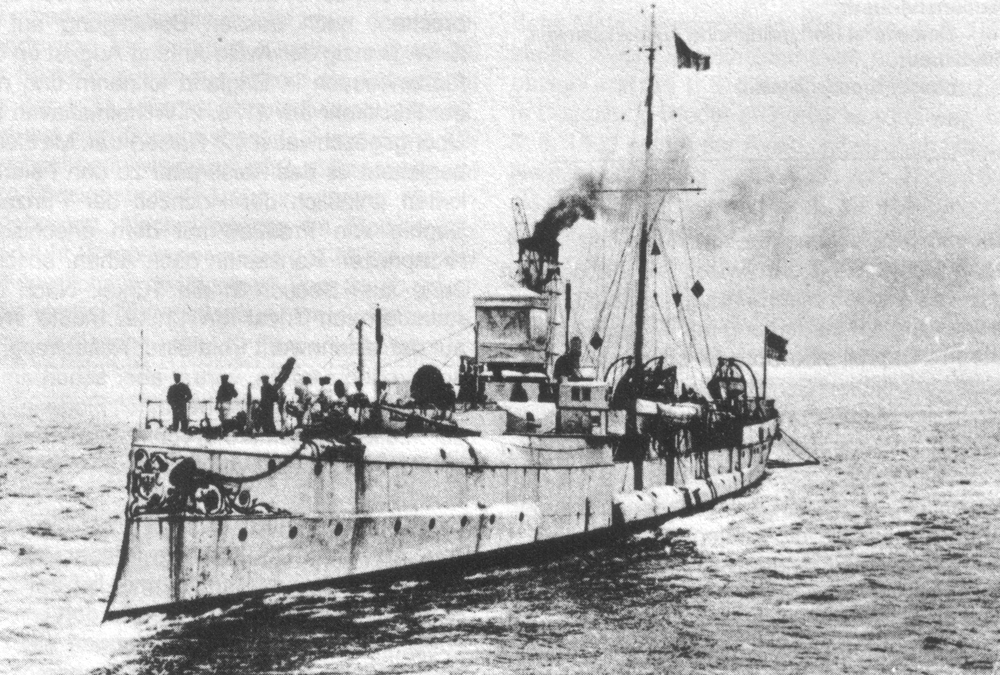
Wacht
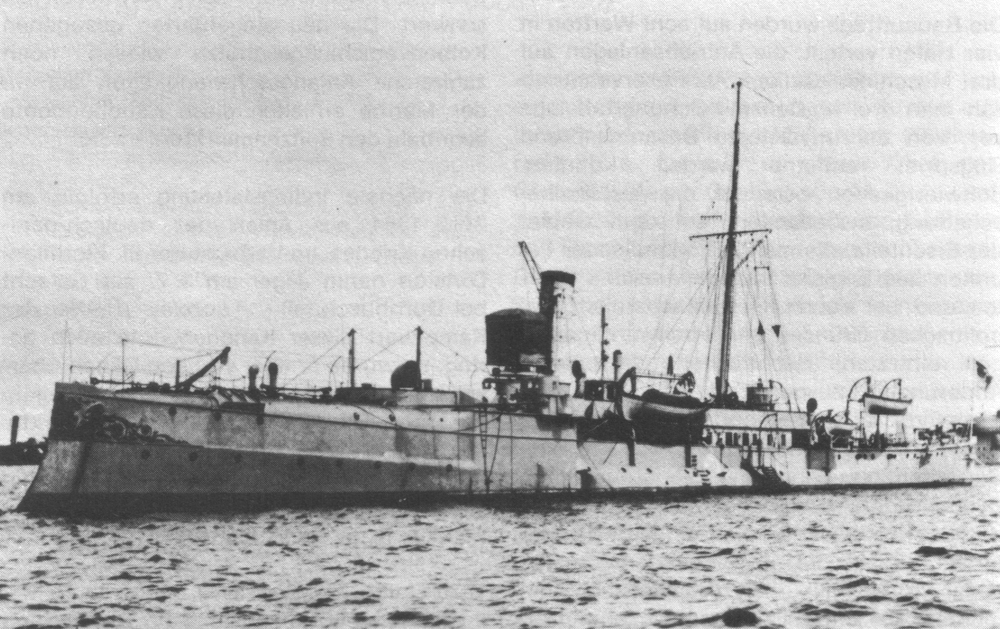
Jagd
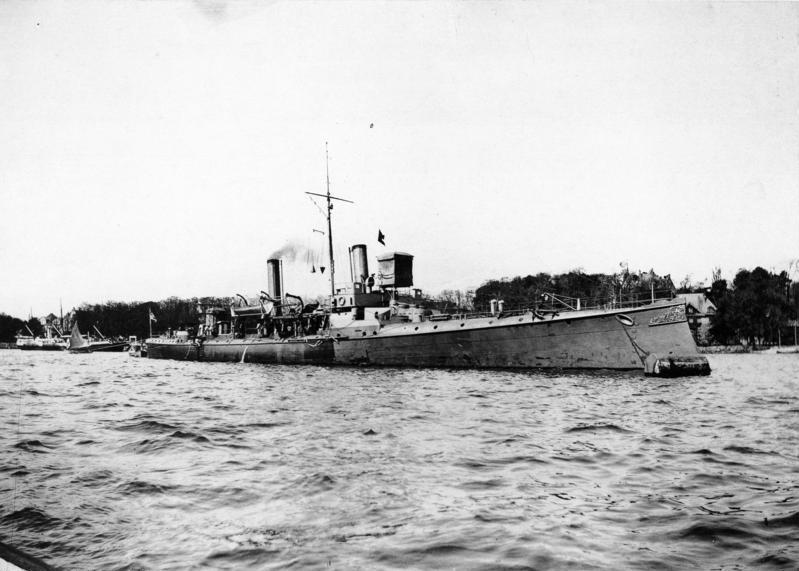
Meteor
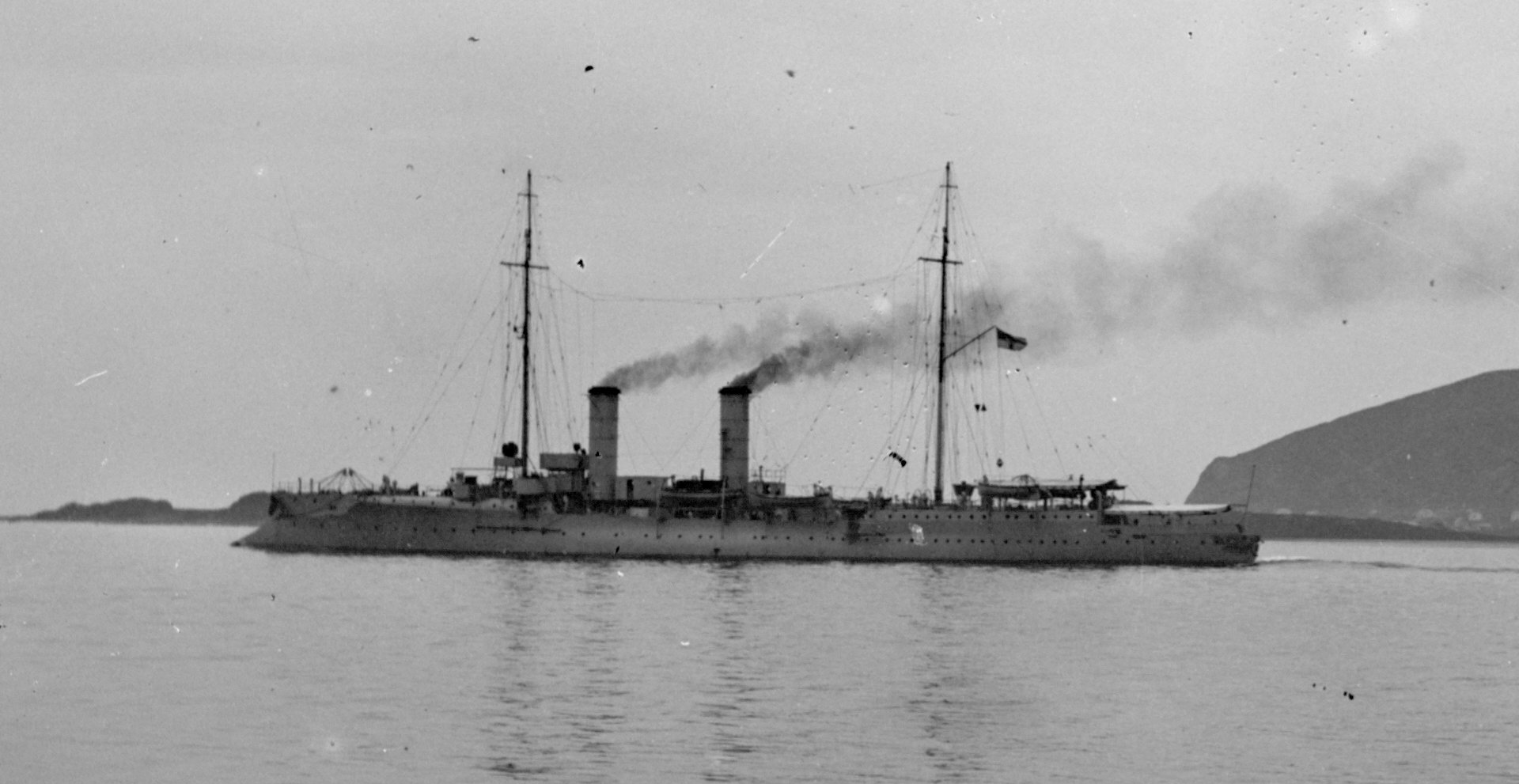
Hela

### Frankreich

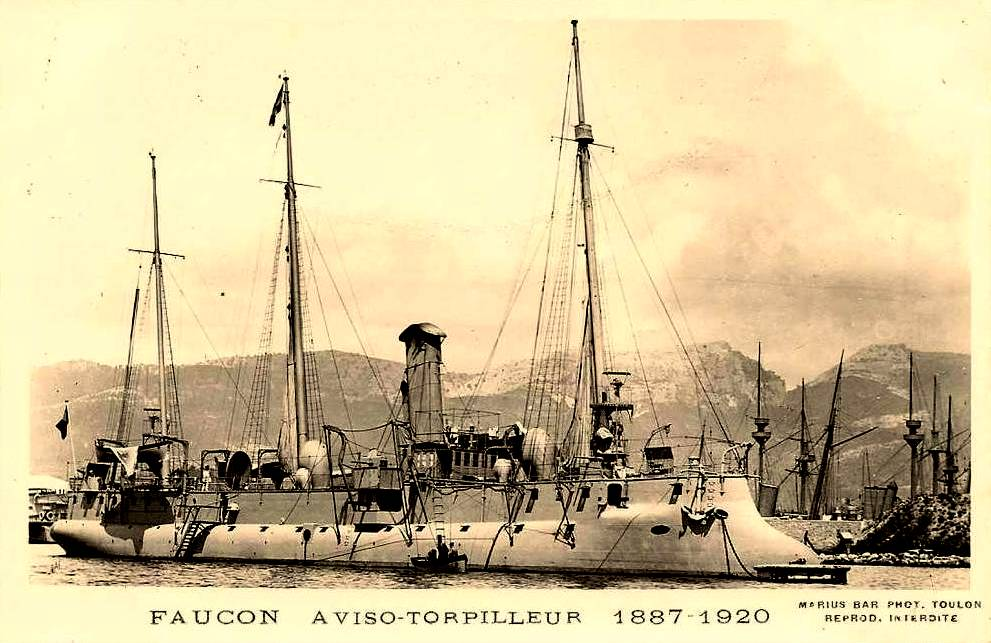
Faucon
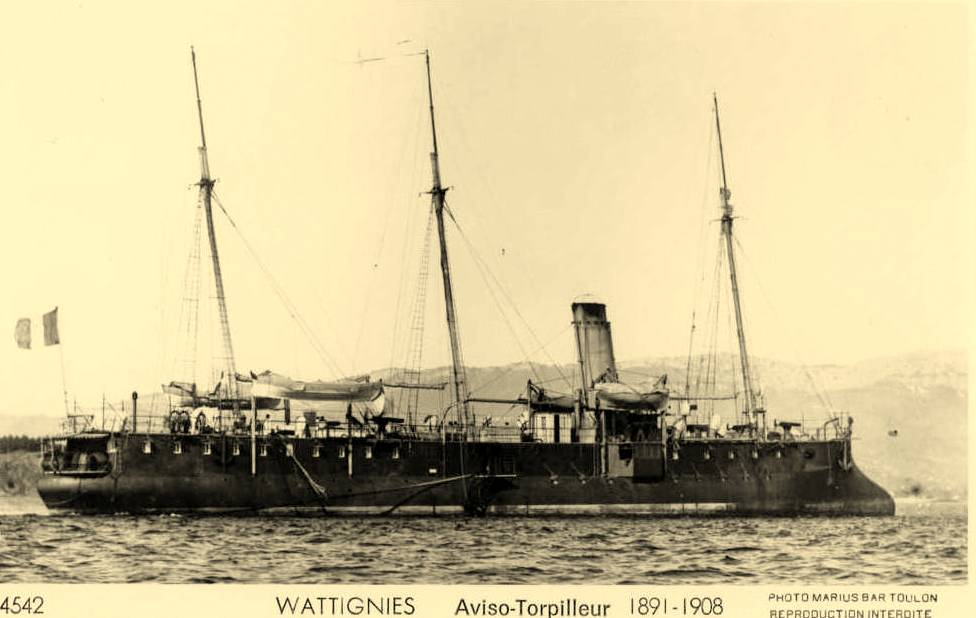
Wattignies
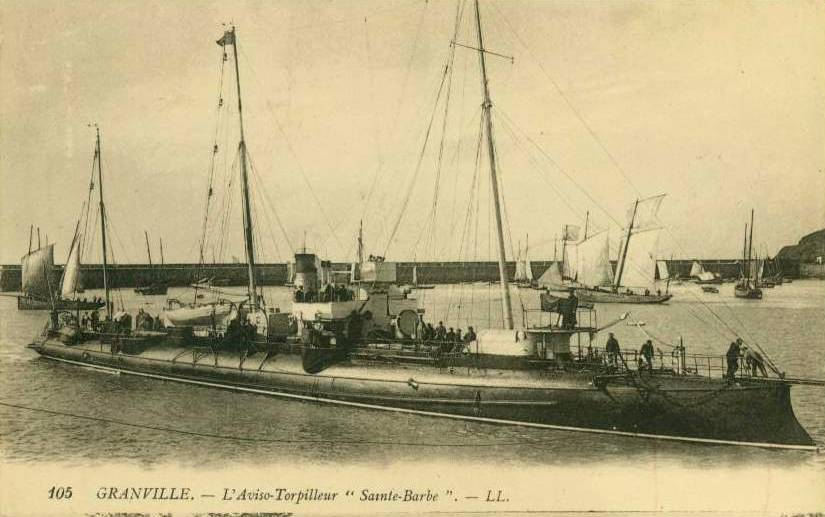
Sainte-Barbe
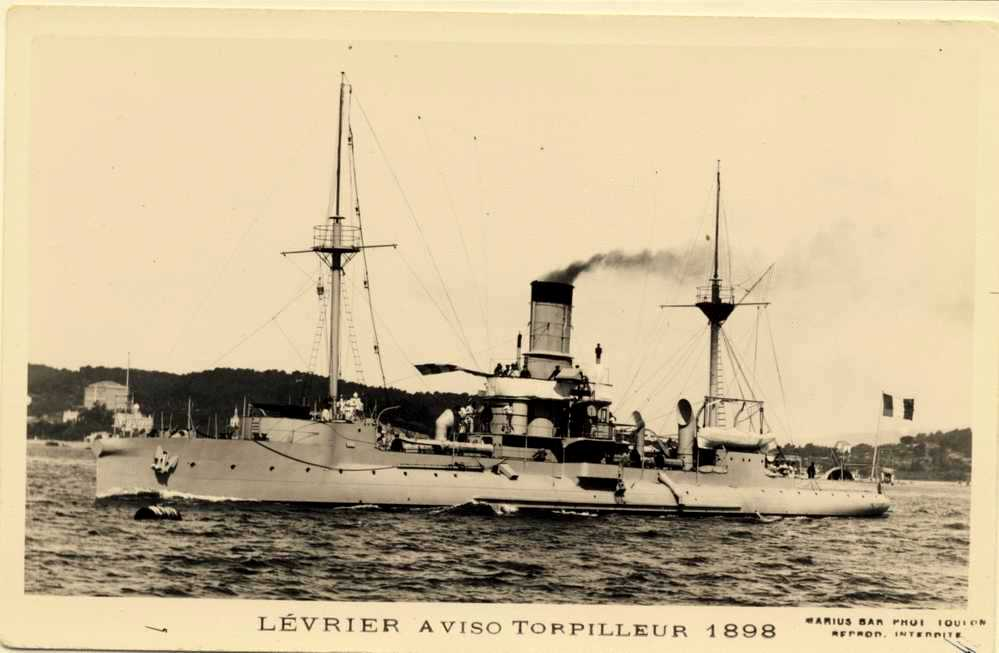
Lévrier
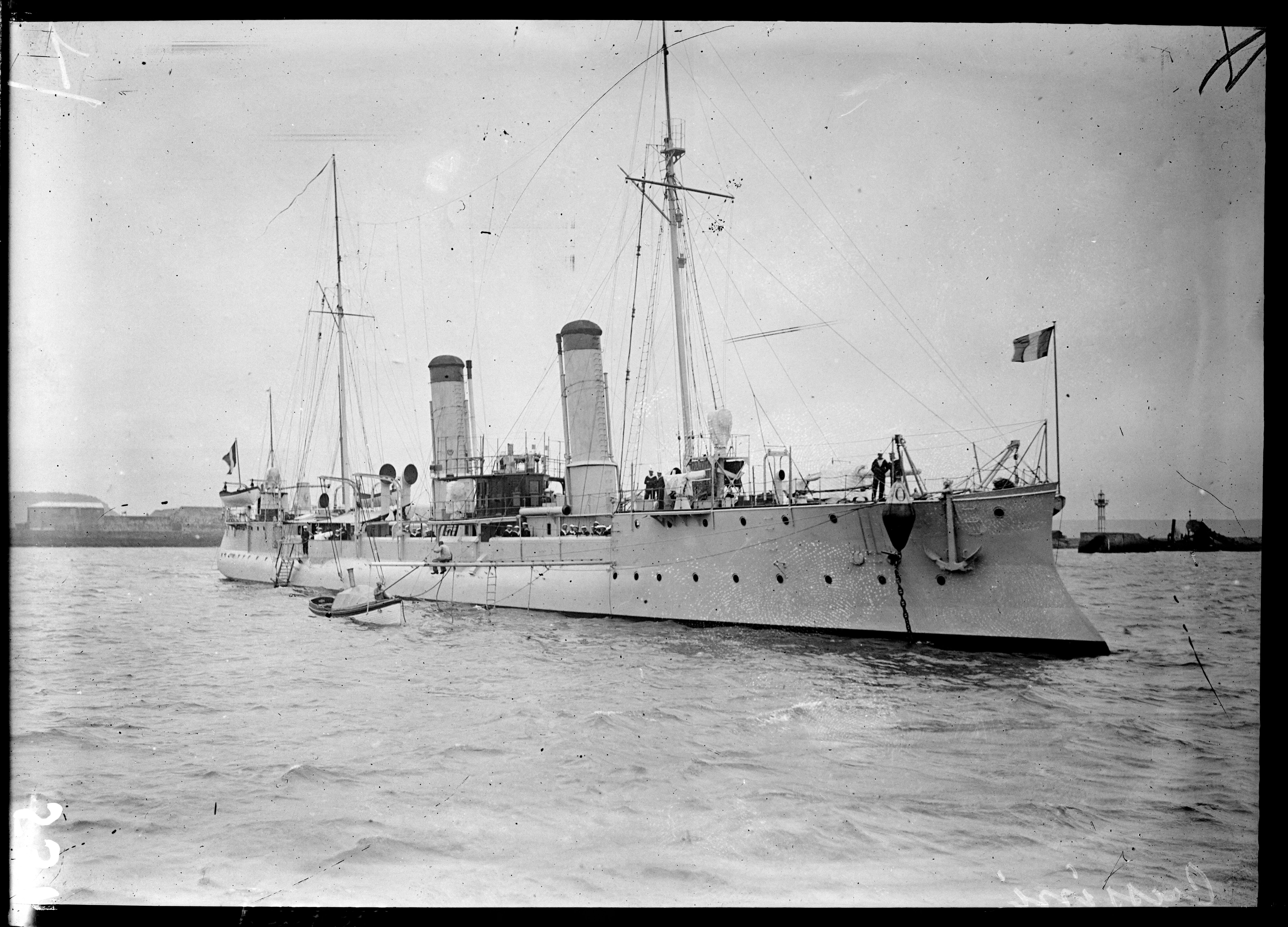
Cassini
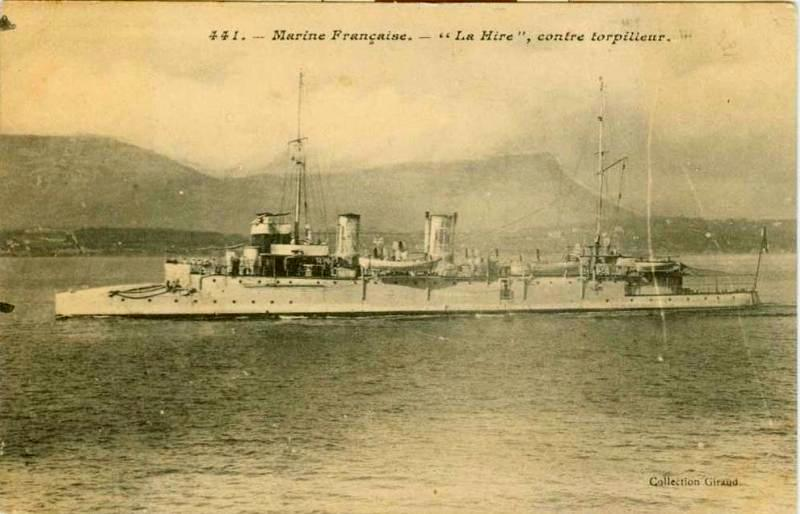
La Hire

Torpedokreuzer
- Condor-Klasse
  - Condor (1885)
  - Épervier (1886)
  - Faucon (1887)
  - Vautour (1889)
- Wattignies-Klasse
  - Wattignies (1891)
  - Fleurus (1893)

Torpedokanonenboote
- Bombe-Klasse
  - Bombe (1885)
  - Coleuvrine (1885)
  - Dague (1885)
  - Dragonne (1885)
  - Sainte-Barbe (1885)
  - Flèche (1885)
  - Salve (1886)
  - Lance (1886)
- Lévrier-Klasse
  - Léger (1891)
  - Lévrier (1891)
- D’Iberville-Klasse
  - D’Iberville (1893)
  - Cassini (1894)
  - Casabianca (1895)
- Dunois-Klasse
  - Dunois (1897)
  - La Hire (1898)

- Faucon
- Wattignies
- Sainte-Barbe
- Lévrier
- Cassini
- La Hire

### Italien
Torpedokreuzer
- RN Pietro Micca (1876)
- RN Tripoli (1886)
- Folgore-Klasse
  - RN Folgore (1886)
  - RN Saetta (1887)
- Goito-Klasse
  - RN Goito (1887)
  - RN Monzambano (1888)
  - RN Montebello (1888)
  - RN Confienza (1889)
- Partenope-Klasse
  - RN Partenope (1889)
  - RN Euridice (1890)
  - RN Aretusa (1891)
  - RN Urania (1891)
  - RN Iride (1891)
  - RN Minerva (1892)
  - RN Calatafimi (1893)
  - RN Caprera (1894)
- Agordat-Klasse
  - RN Agordat (1899)
  - RN Coatit (1899)

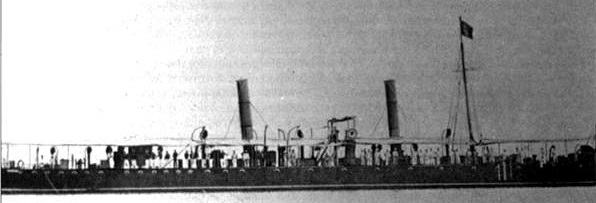
RN Pietro Micca

### Kolumbien
Torpedokreuzer
- Almirante Lezo – ex marokk. El Bashir (1892), 1902 angekauft; 1904 in Cartagena umbenannt

### Marokko
Torpedokreuzer
- El Bashir (1892) – 1902 an Kolumbien verkauft und in Almirante Lezo umbenannt

### Osmanisches Reich/Türkei
Torpido gambot – Torpedokanonenboote
- Peleng-i Derya-Klasse
  - Peleng-i Derya (1890) nicht fertiggestellt
  - Nımet (1890) nicht fertiggestellt
- Sahın-i Derya (1892)

Torpido kruvazör – Torpedokreuzer
- Peyk-i Şevket-Klasse
  - Peyk-i Şevket (1906)
  - Berk-i Satvet (1906)

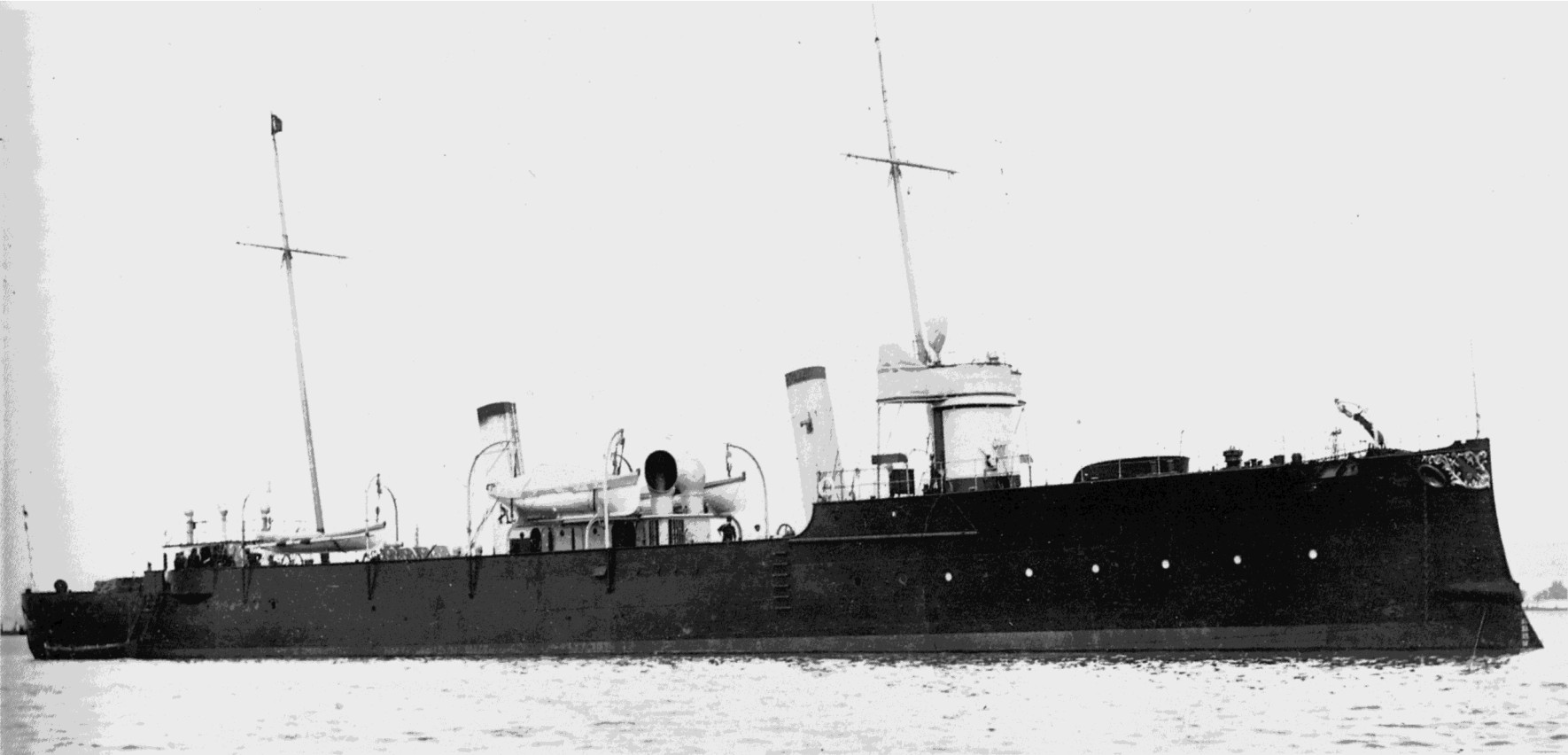
Peleng-i Derya
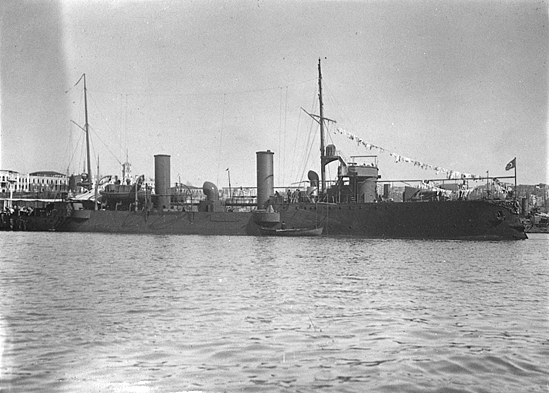
Peyk-i Şevket
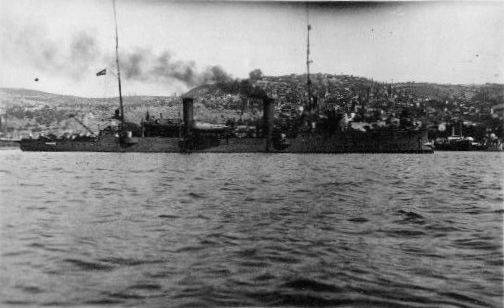
Berk-i Satvet

### Österreich-Ungarn
Torpedoschiffe
- Zara-Klasse
  - SMS Spalato (1879)
  - SMS Zara (1879)
  - SMS Sebenico (1882)
  - SMS Lussin (1883)
- Panther-Klasse
  - Panther (1885)
  - Leopard (1885)

Torpedo-Rammkreuzer
- Tiger (1887) – 1906 zur Yacht der Admiralität umgebaut und in Lacroma umbenannt

Torpedokanonenboote
- Meteor-Klasse
  - SMS Meteor (1887)
  - SMS Blitz (1888)
  - SMS Komet (1888)
- SMS Planet (1889)
- SMS Trabant (1890)
- SMS Satellit (1892)
- SMS Magnet (1896)

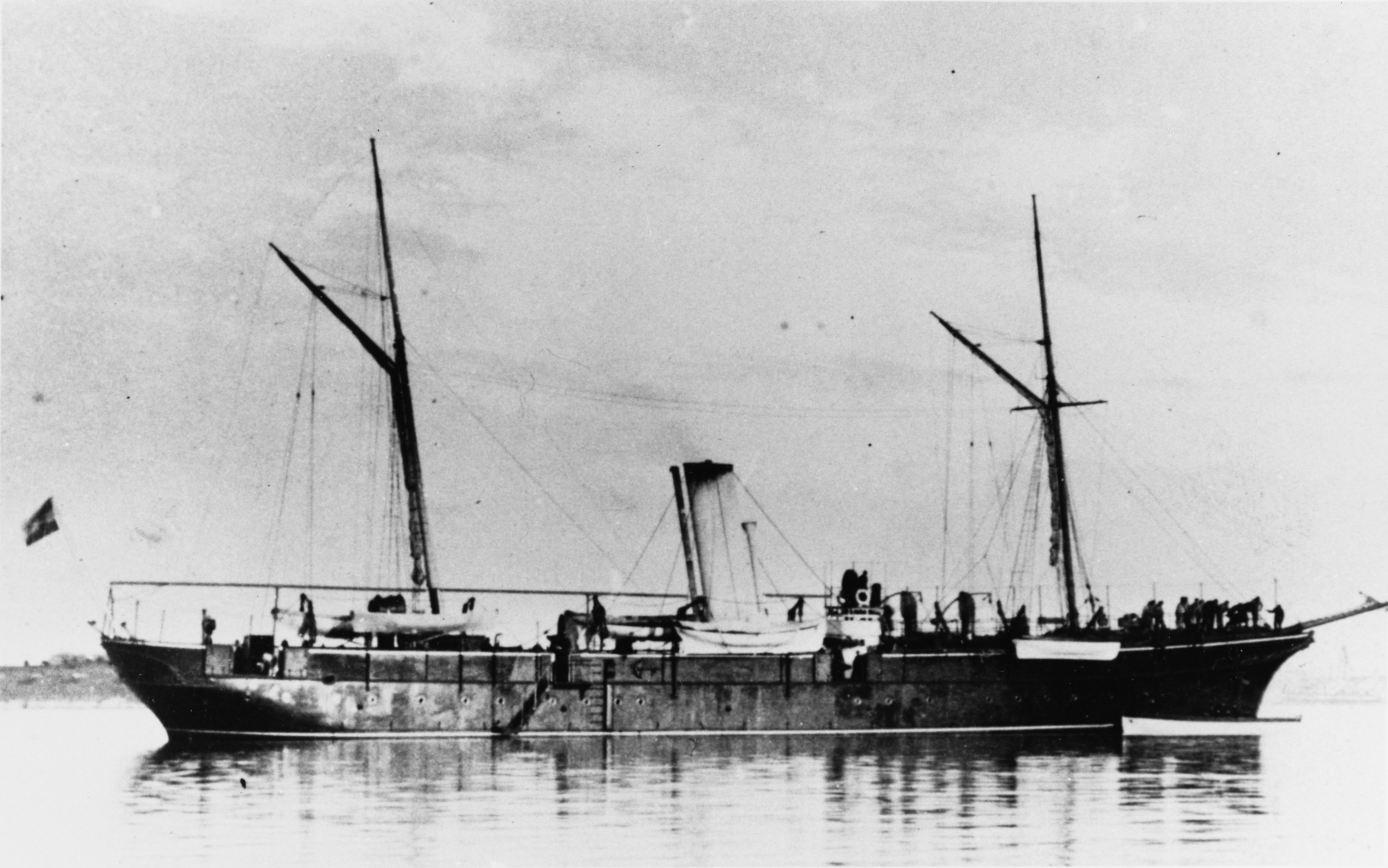
SMS Zara
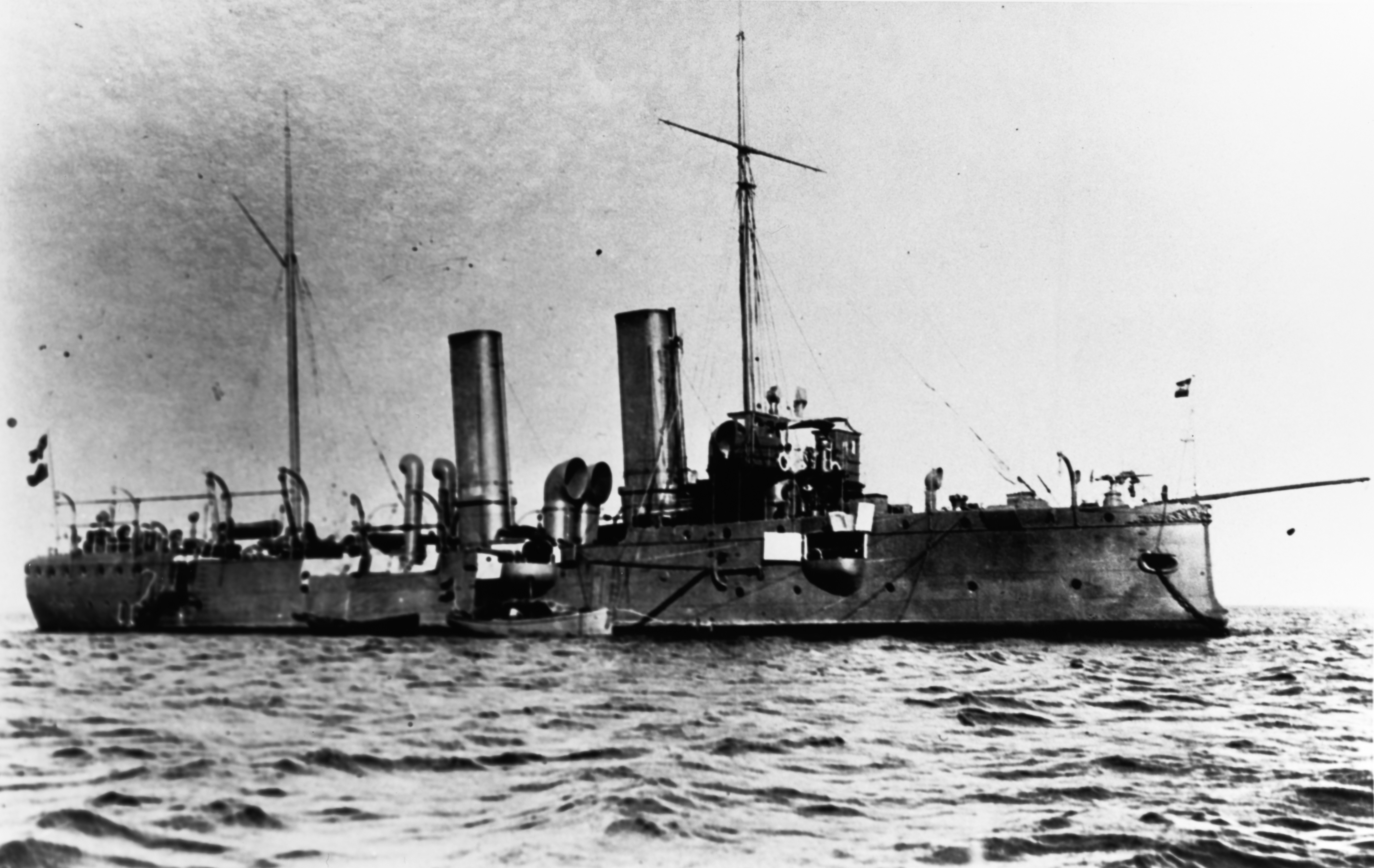
SMS Leopard
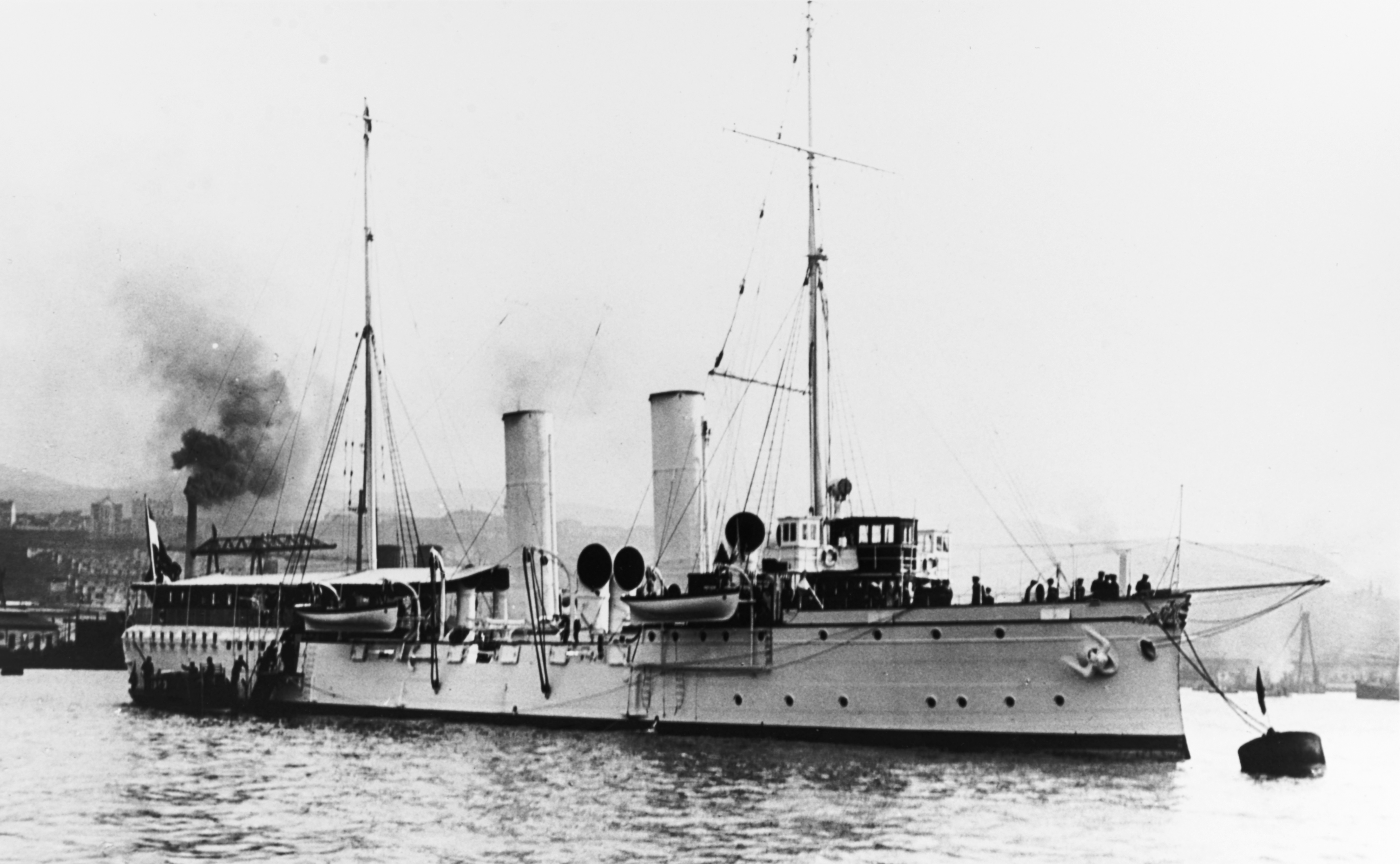
SMS Lacroma (ex SMS Tiger)
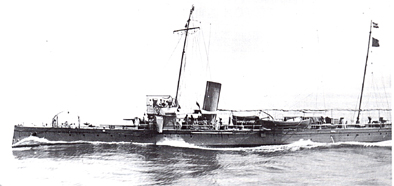
SMS Blitz
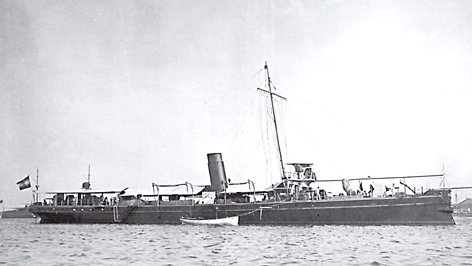
SMS Planet
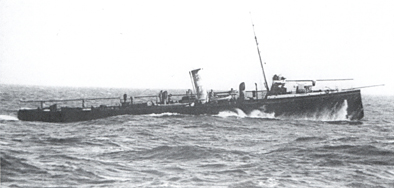
SMS Trabant
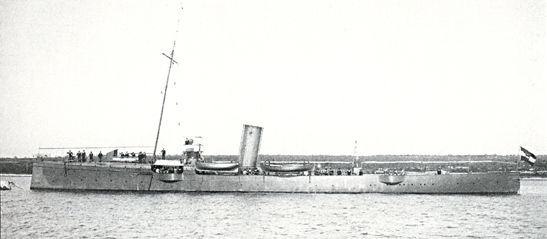
SMS Satellit
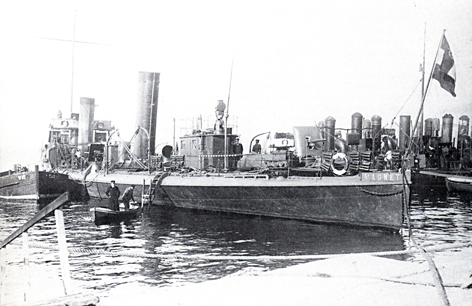
SMS Magnet

### Russland
Минные крейсера – Minenkreuzer
- Leitenant Iljin (russ.: Лейтенант Ильин) (1886)
- Kapitan Saken (russ.: Капитан Сакен) (1889)
- Kasarski-Klasse
  - Kasarski (russ.: Казарский) (1889) – Schwarzmeerflotte
  - Wojewoda (russ.: Воевода) (1891) – 1918 an Finnland, in Matti Kurki umbenannt
  - Possadnik (russ.: Посадник) (1892) – 1918 an Finnland, in Klas Horn umbenannt
  - Wsadnik (russ.: Всадник) (1893) – 1904 in Port Arthur selbstversenkt, von Japan gehoben, in Makigumo umbenannt
  - Gaidamak (russ.: Гайдамак) (1893) – 1905 in Port Arthur selbstversenkt, von Japan gehoben, in Shikinami umbenannt
  - Griden (russ.: Гридень) (1893) – Schwarzmeerflotte
- Abrek (russ.: Абрек) (1896)

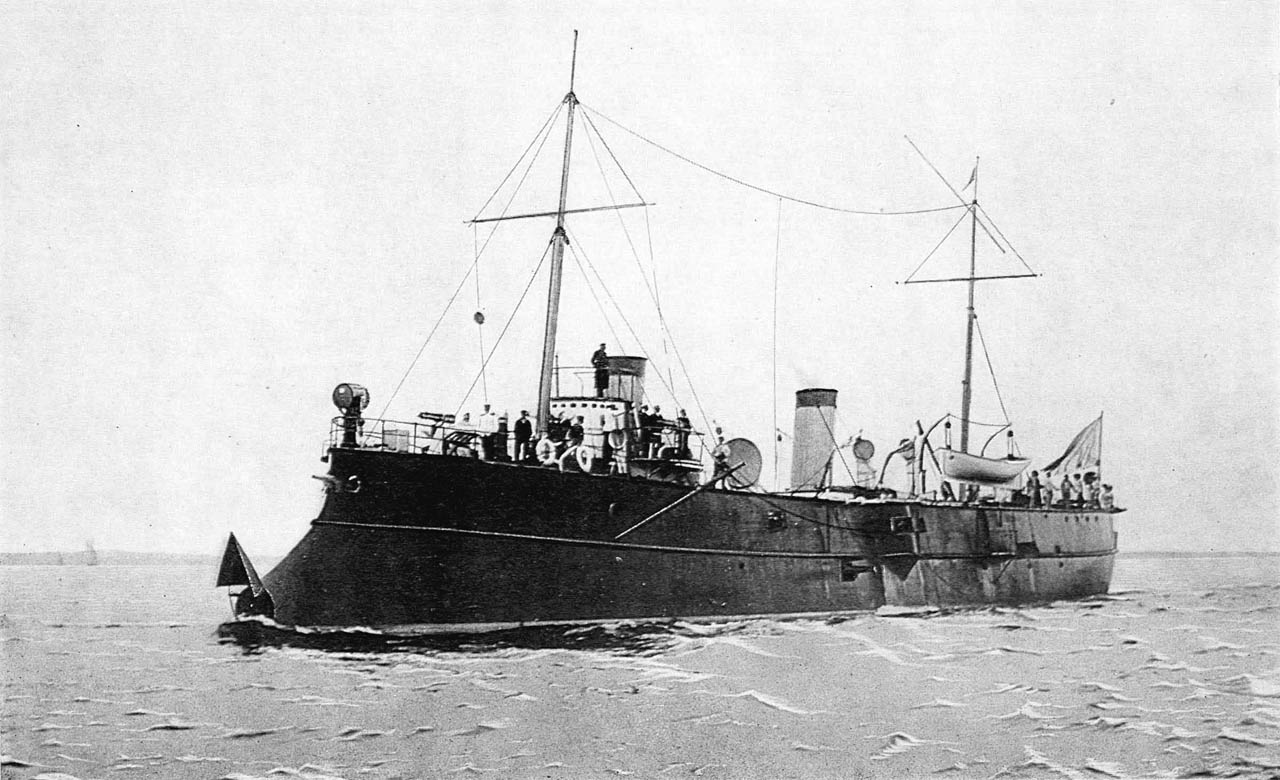
Leitenant Iljin
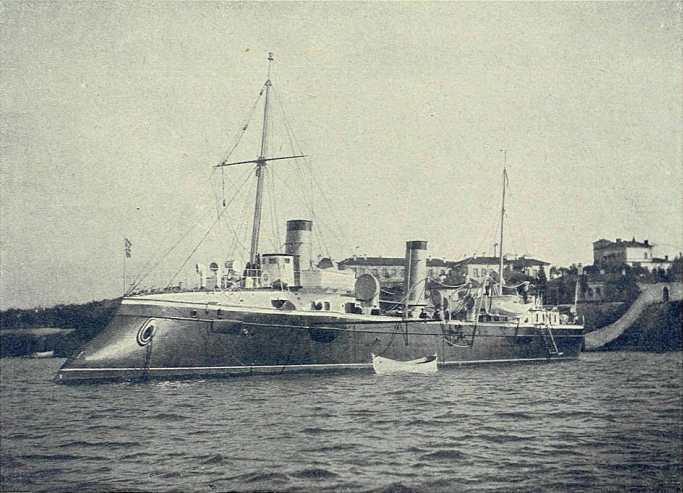
Kapitan Saken
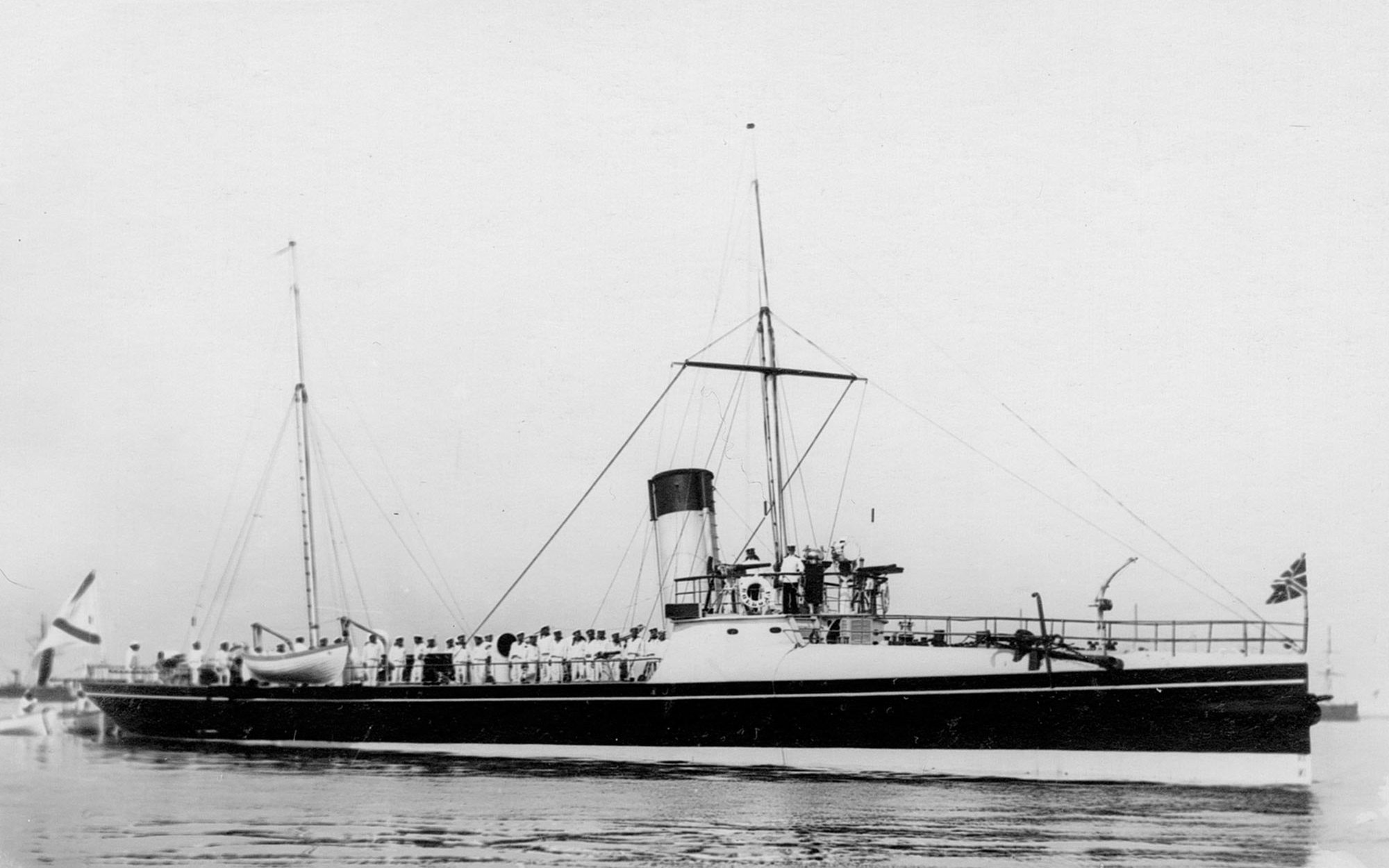
Wojewoda
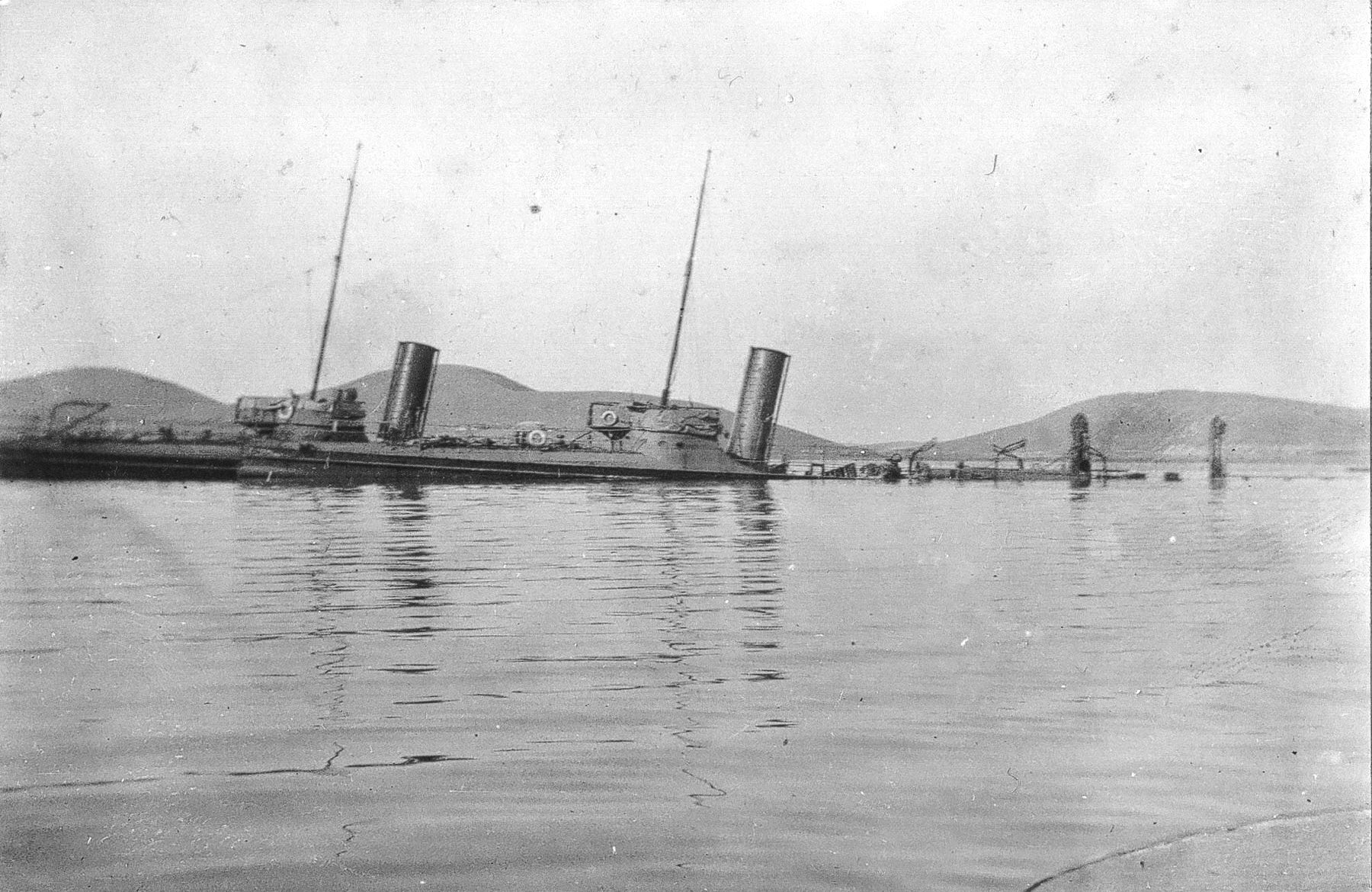
Wsadnik und Gaidamak in Port Arthur
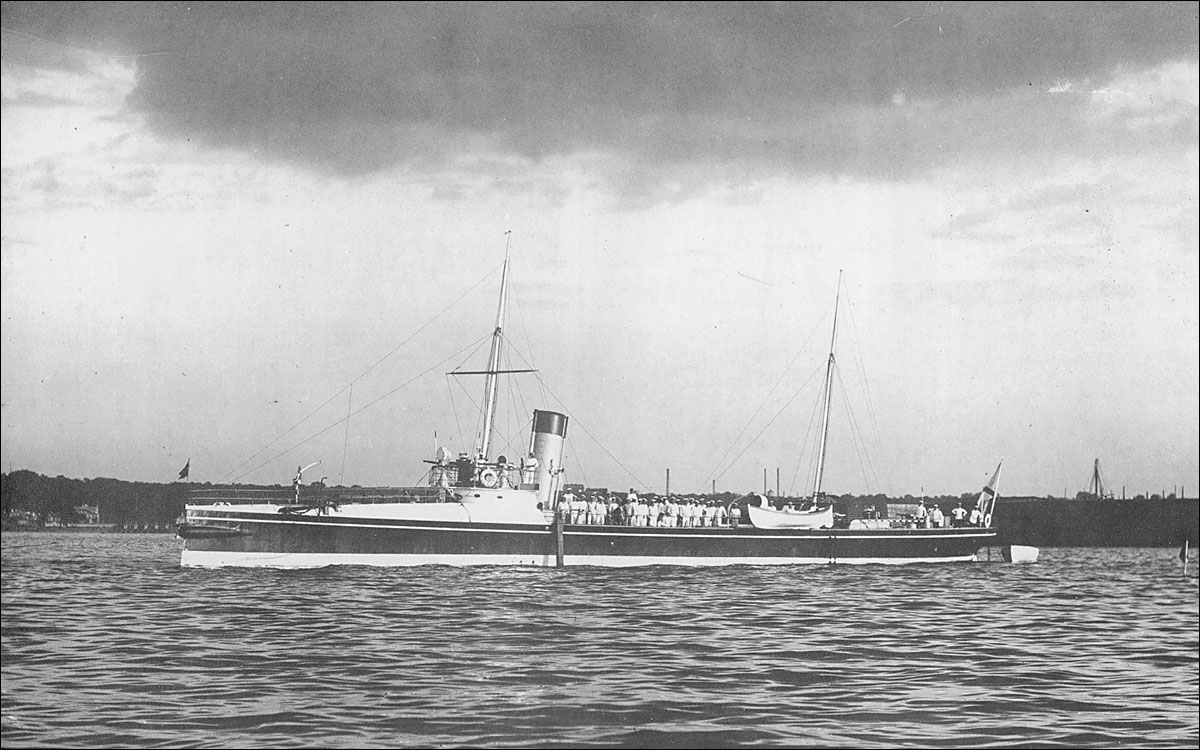
Griden
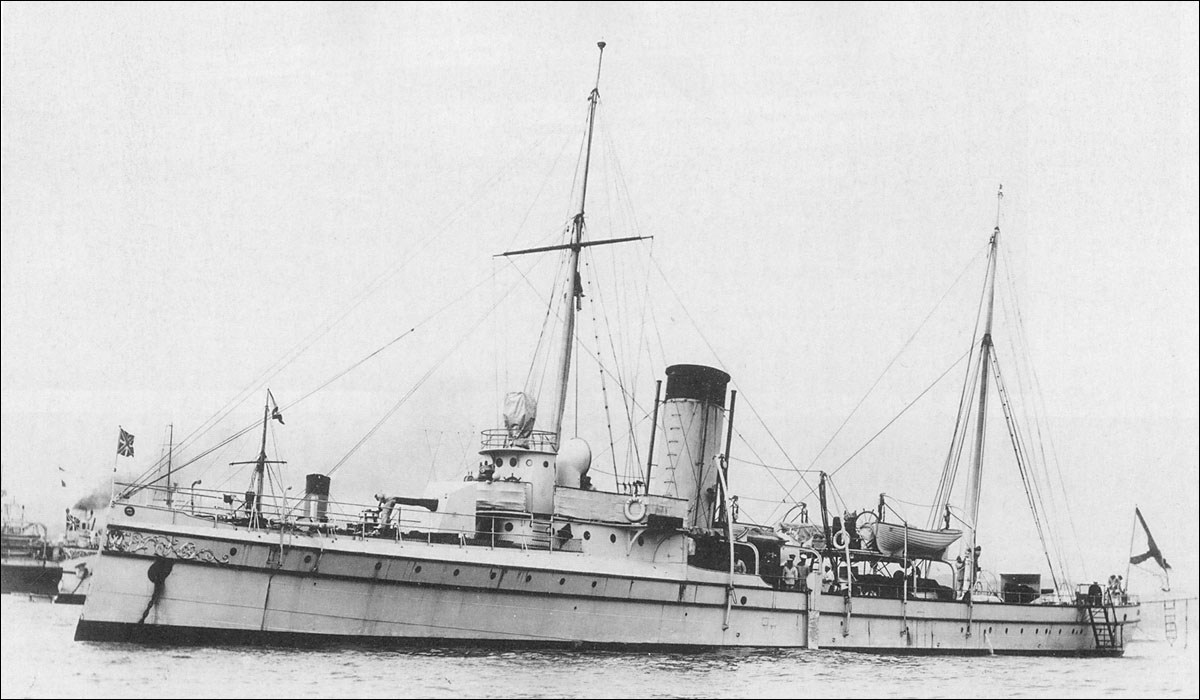
Abrek

### Schweden
Torpedkryssare – Torpedokreuzer
- Örnen-Klasse
  - HMS Örnen (1896)
  - HMS Claes Horn (1898)
  - HMS Jakob Bagge (1898)
  - HMS Psilander (1899)
  - HMS Claes Uggla (1899)

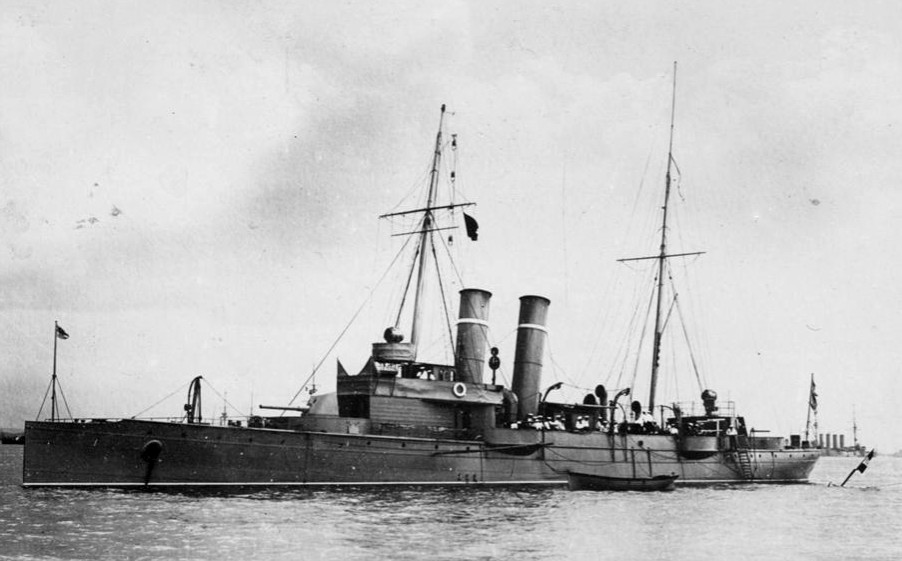
HMS Örnen
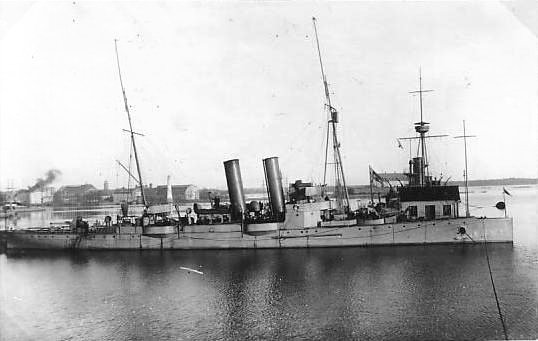
HMS Claes Horn
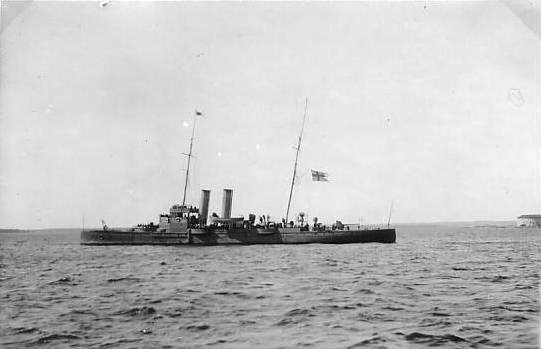
HMS Jakob Bagge
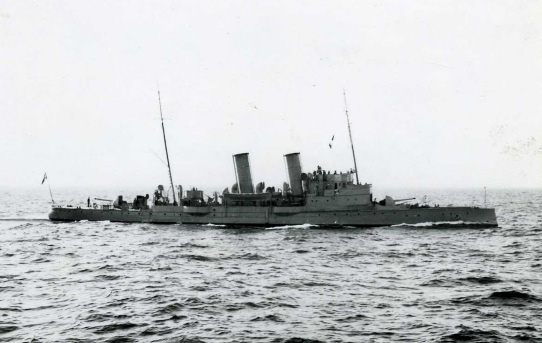
HMS Psilander
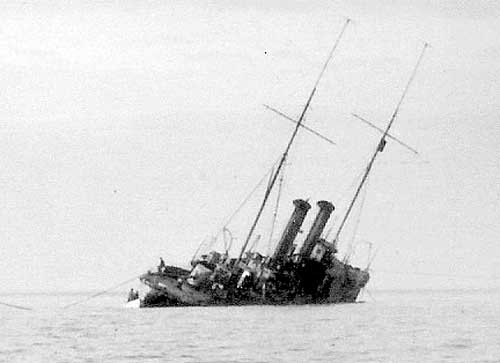
HMS Claes Uggla

### Spanien
Contratorpedero – Torpedobootzerstörer
- Destructor (1886)

Cañoneros-torpederos – Torpedokanonenboote
- Temerario-Klasse
  - Temerario (1889)
  - Nueva España (1889, urspr. Velox)
  - Martin Alonzo Pinzon (1889, urspr. Audaz)
  - Galicia (1891)
  - Marques de Molins (1891)
  - Rapido (1891)
  - Vincente Yanez Pinzon (1891)

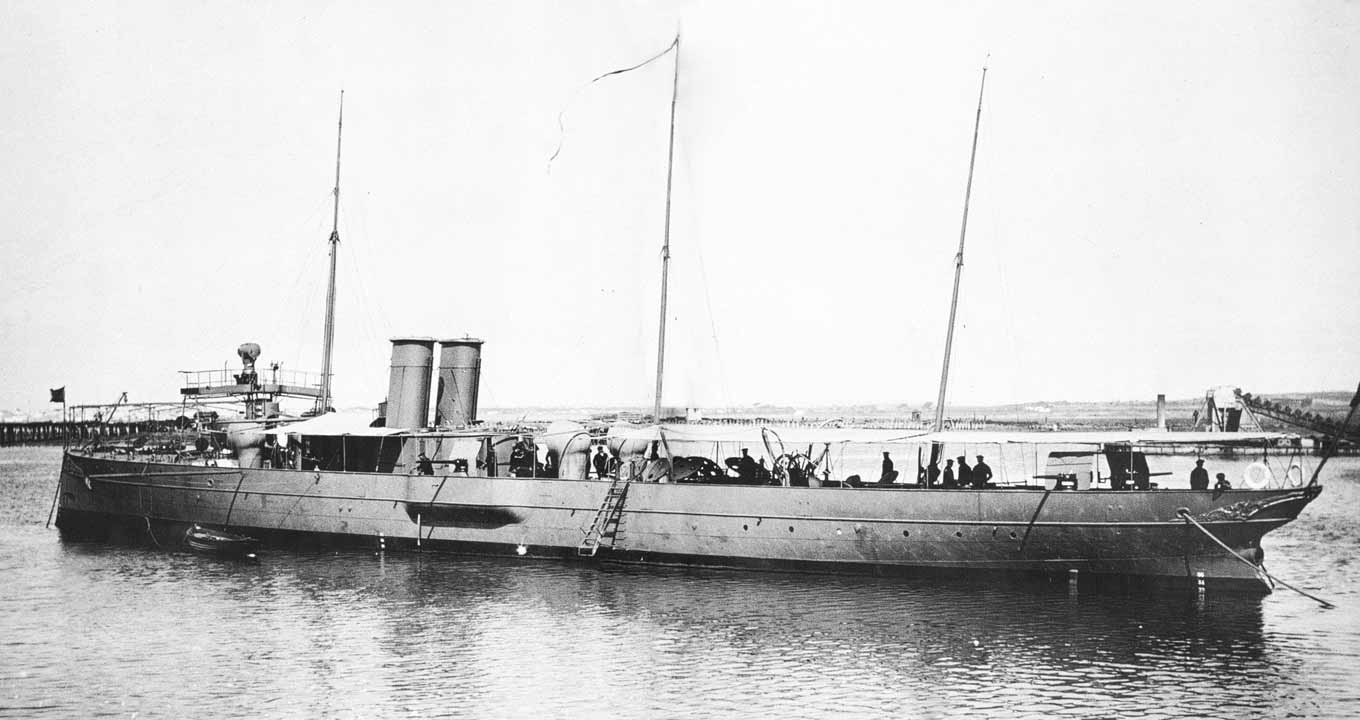
Destructor
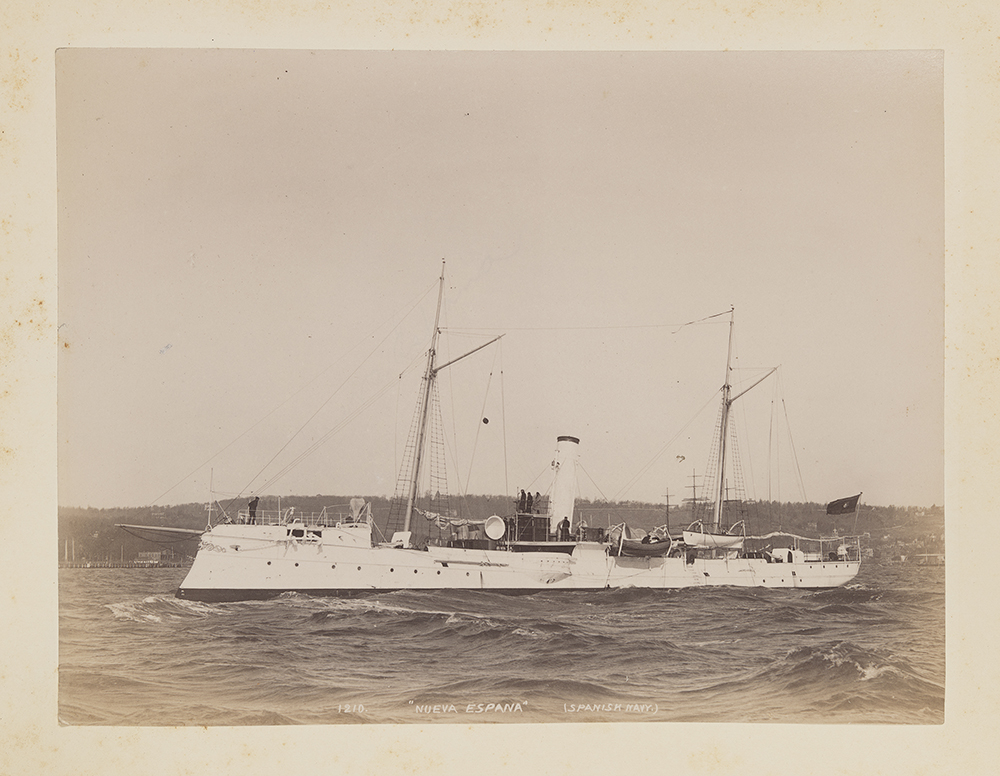
Nueva España
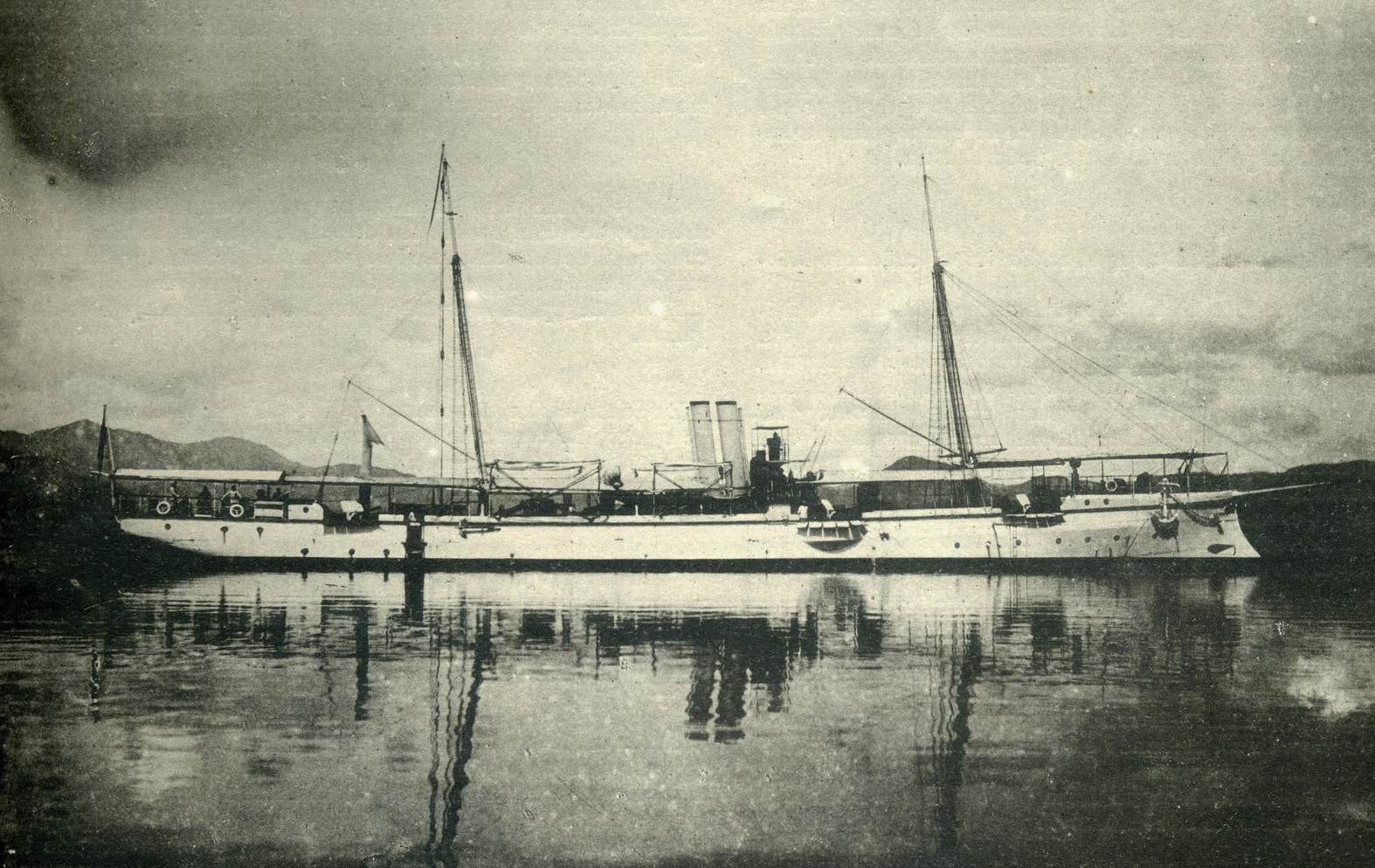
Galicia

### Uruguay
Torpedokanonenboot
- Uruguay (1910)

### Vereinigtes Königreich
Torpedo vessel – Torpedofahrzeug
- HMS Vesuvius (1874)

Torpedo ram – Torpedo-Rammschiff
- HMS Polyphemus (1881)

Torpedo cruisers – Torpedokreuzer
- Scout-Klasse
  - HMS Scout (1885)
  - HMS Fearless (1886)
- Archer-Klasse
  - HMS Archer (1885)
  - HMS Mohawk (1886)
  - HMS Brisk (1886)
  - HMS Porpoise (1886)
  - HMS Cossack (1886)
  - HMS Tartar (1886)
  - HMS Serpent (1887)
  - HMS Racoon (1887)

Torpedo gunboats – Torpedokanonenboote
- HMS Rattlesnake (1886)
- Grasshopper-Klasse
  - HMS Grasshopper (1887)
  - HMS Sandfly (1887)
  - HMS Spider (1887)
- Sharpshooter-Klasse
  - HMS Sharpshooter (1888)
  - HMS Spanker (1889)
  - HMS Speedwell (1889)
  - HMS Sheldrake (1889)
  - HMS Skipjack (1889)
  - HMS Salamander (1889)
  - HMS Seagull (1989)
  - HMS Boomerang (1889, urspr. HMS Whiting) – Australia Station
  - HMS Karakatta (1889, urspr. HMS Wizard) – Australia Station
  - HMS Gleaner (1890)
  - HMS Gossamer (1890)
  - HMS Assaye (1890) – Royal Indian Marine
  - HMS Plassey (1890) – Royal Indian Marine
- Alarm-Klasse
  - HMS Jason (1892)
  - HMS Circe (1892)
  - HMS Hebe (1892)
  - HMS Onyx (1892)
  - HMS Alarm (1892)
  - HMS Leda (1892)
  - HMS Jaseur (1892)
  - HMS Renard (1892)
  - HMS Niger (1892)
  - HMS Speedy (1893)
  - HMS Antelope (1893)
- Dryad- oder Halcyon-Klasse
  - HMS Dryad (1893)
  - HMS Hazard (1894)
  - HMS Harrier (1894)
  - HMS Halcyon (1894)
  - HMS Hussar (1894)

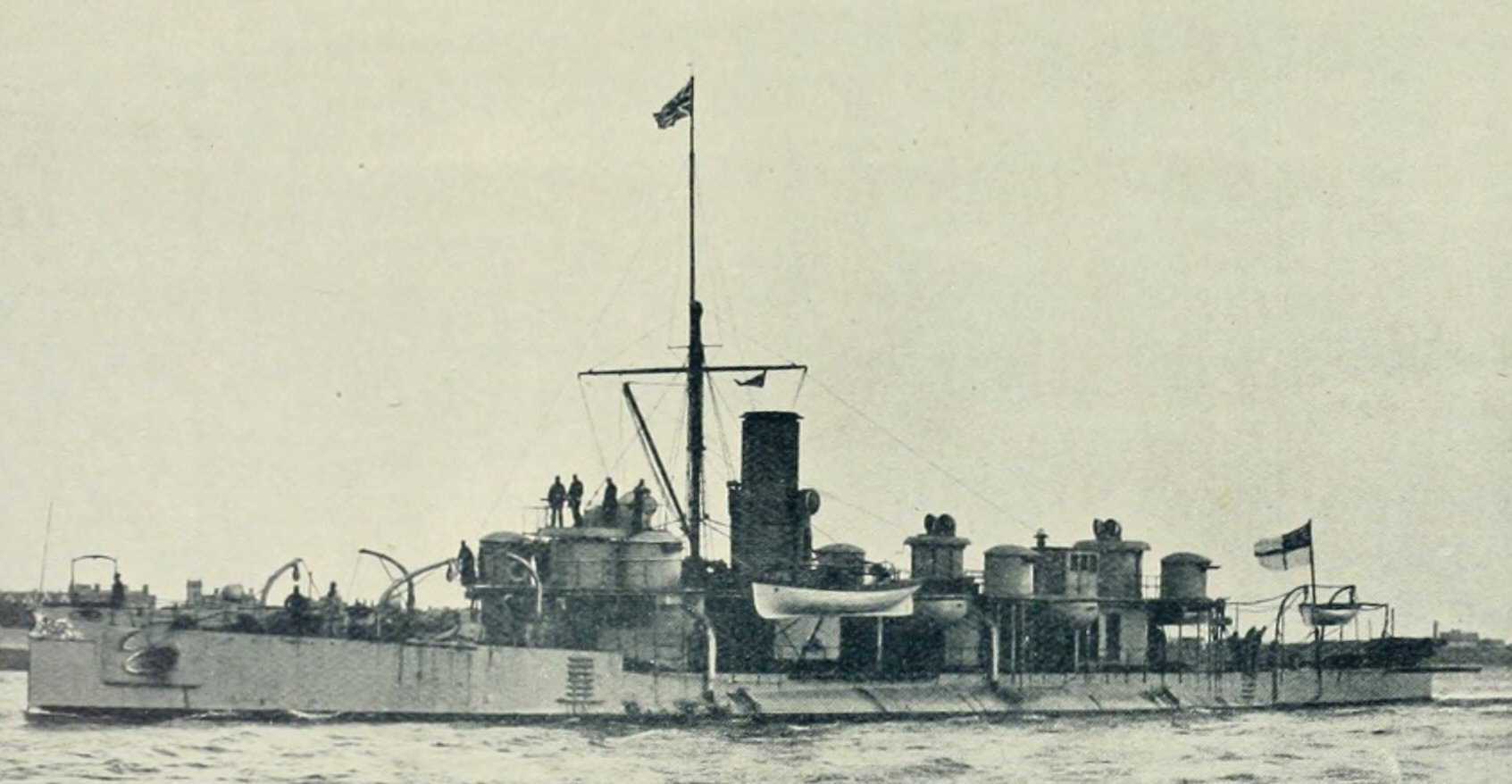
HMS Polyphemus
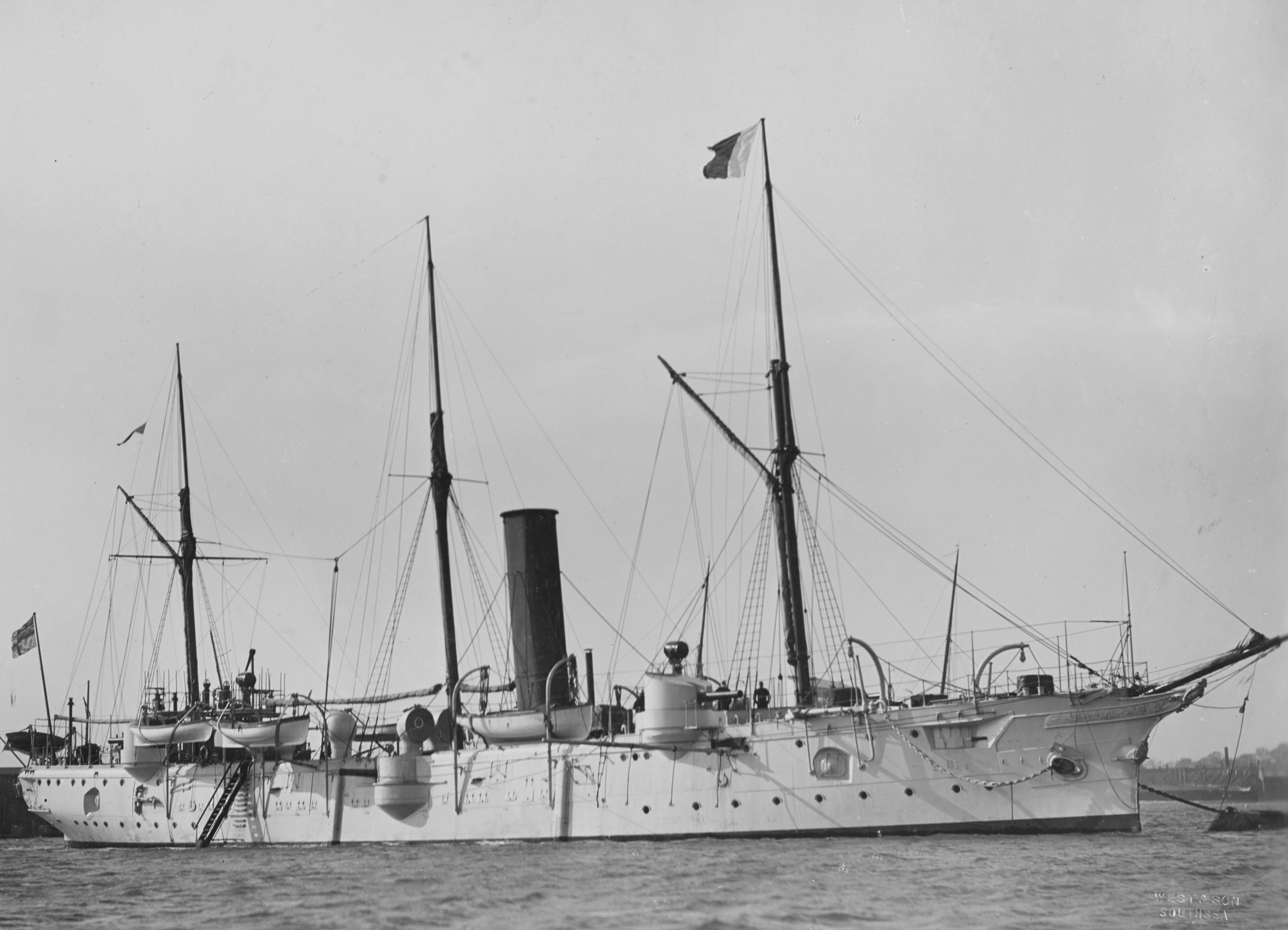
HMS Porpoise
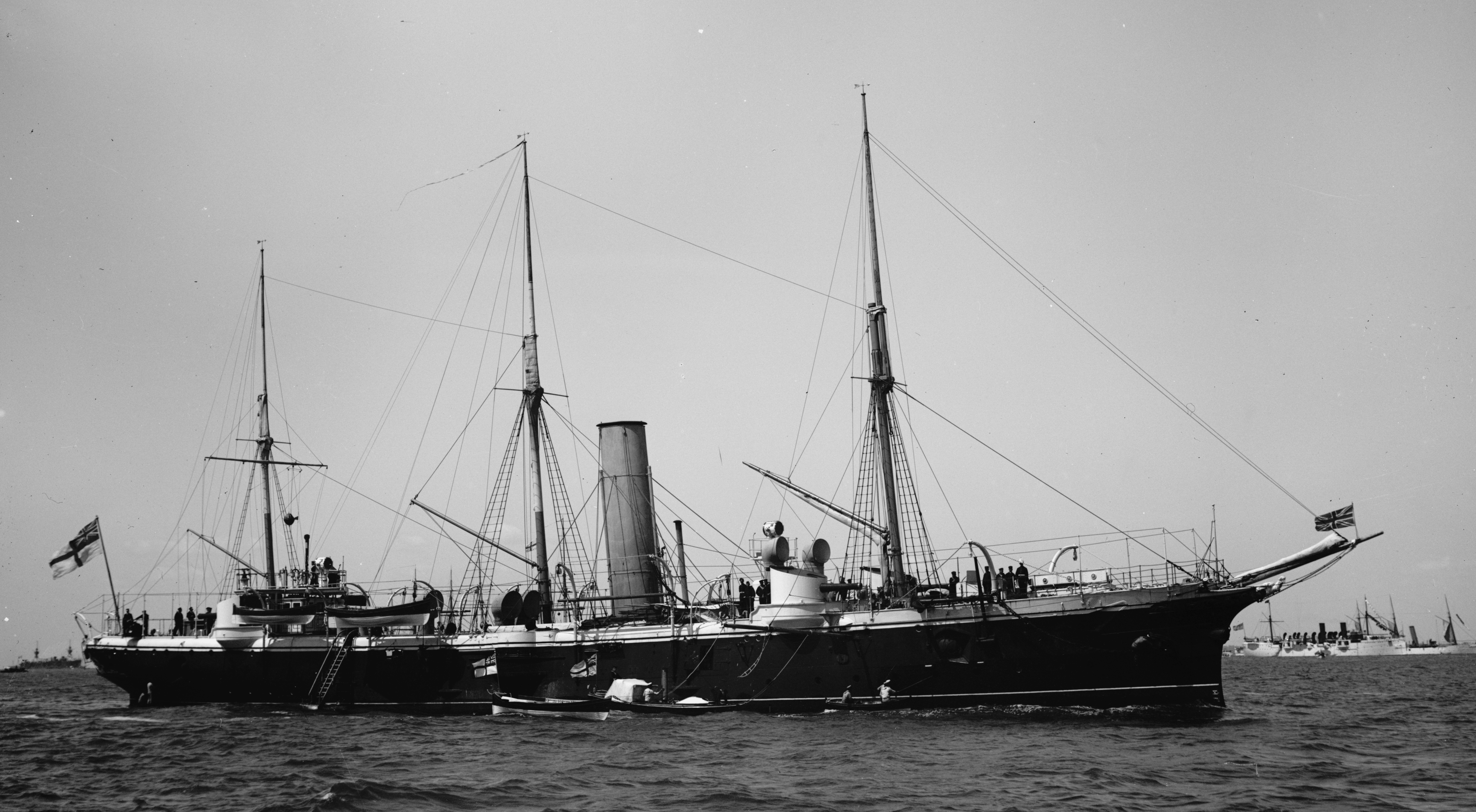
HMS Tartar
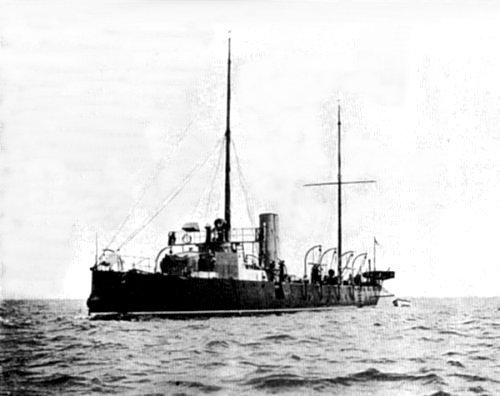
HMS Rattlesnake
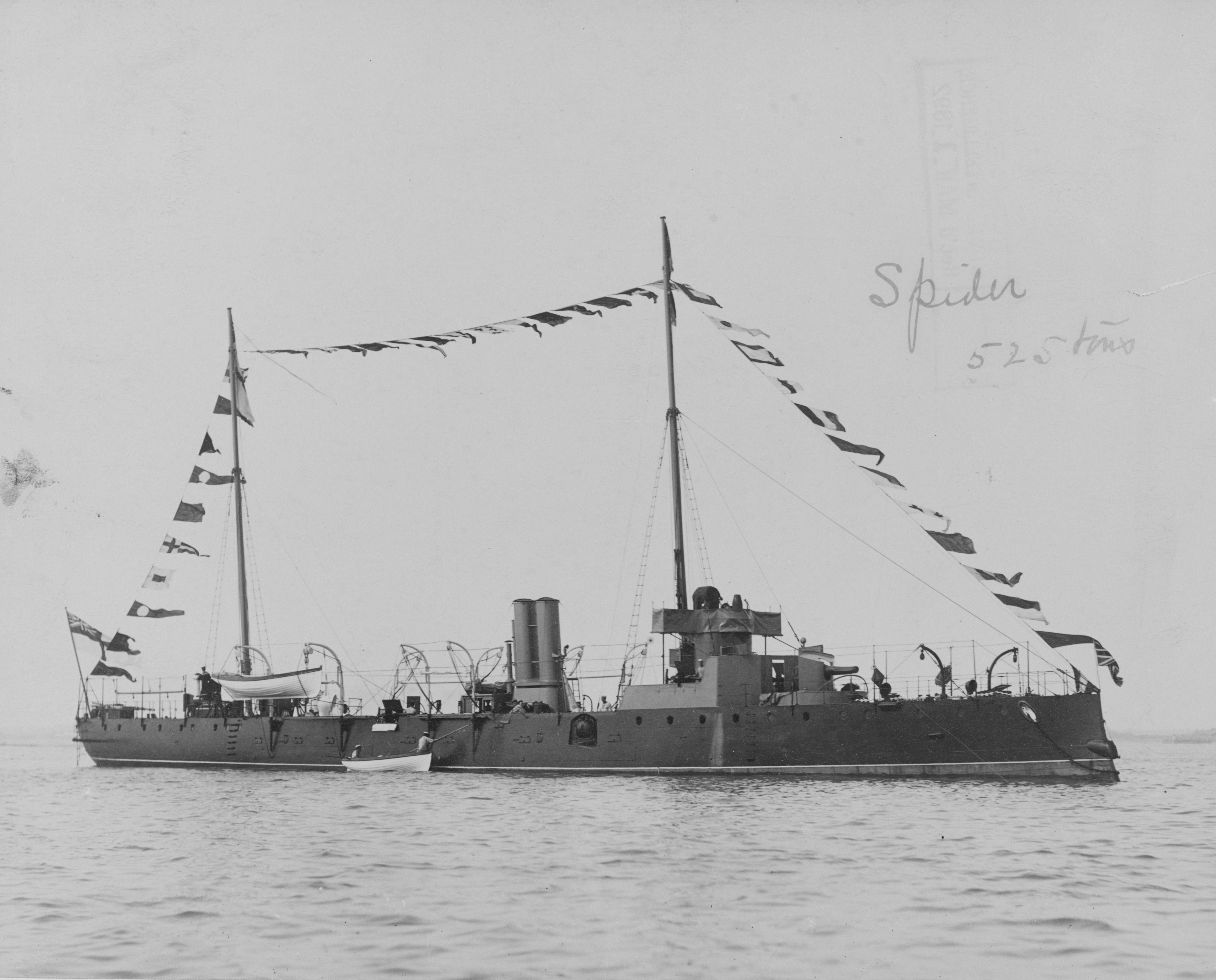
HMS Spider
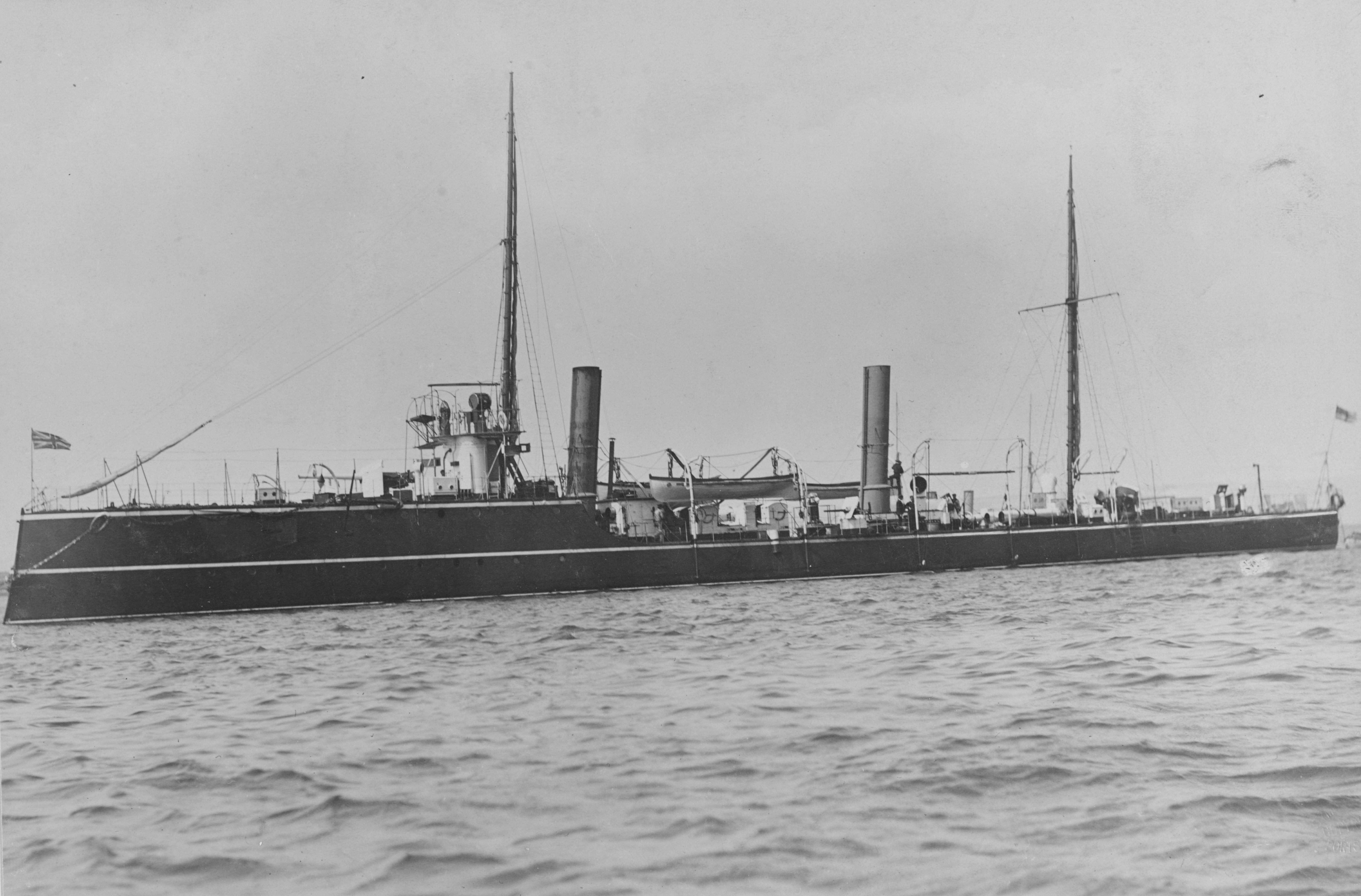
HMS Karrakatta
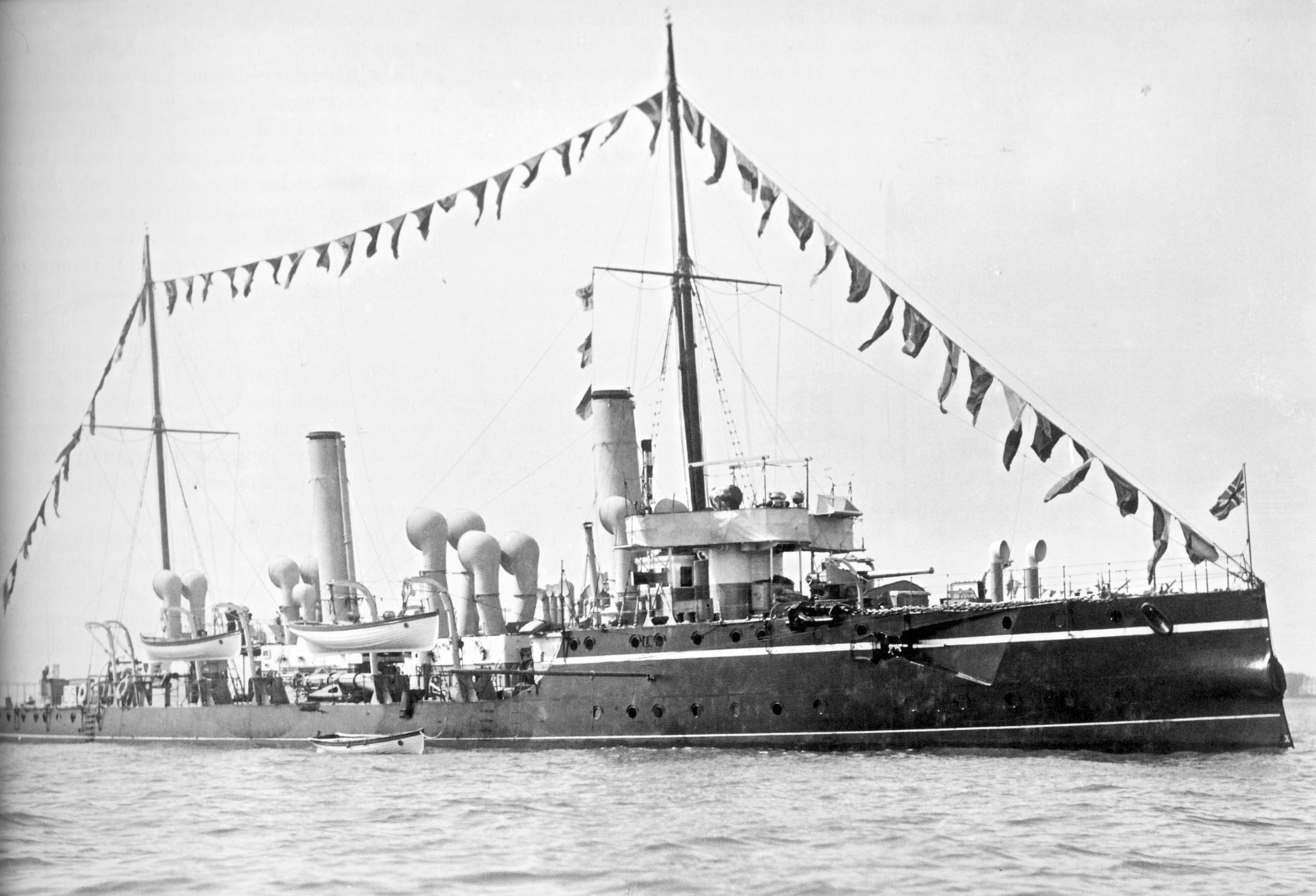
HMS Jason
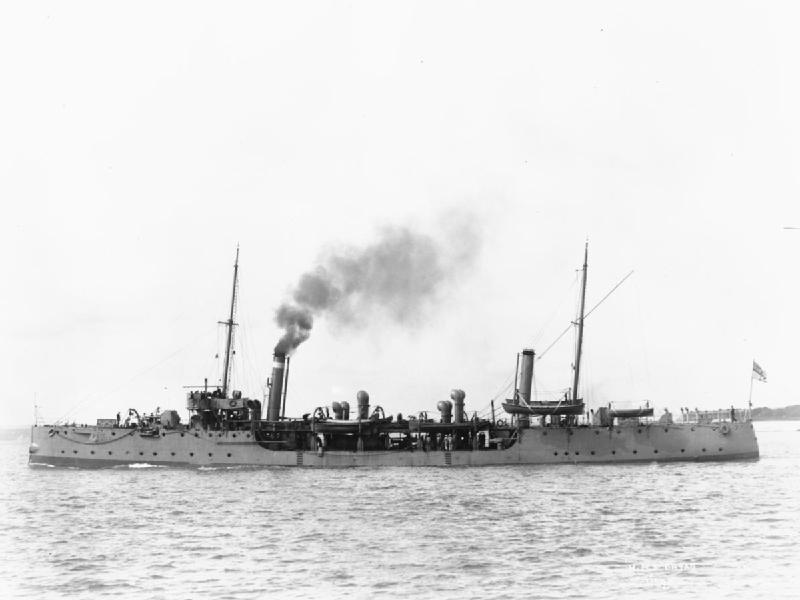
HMS Dryad

### Vereinigte Staaten
Torpedo ram – Torpedo-Rammschiff
- USS Intrepid (1874)

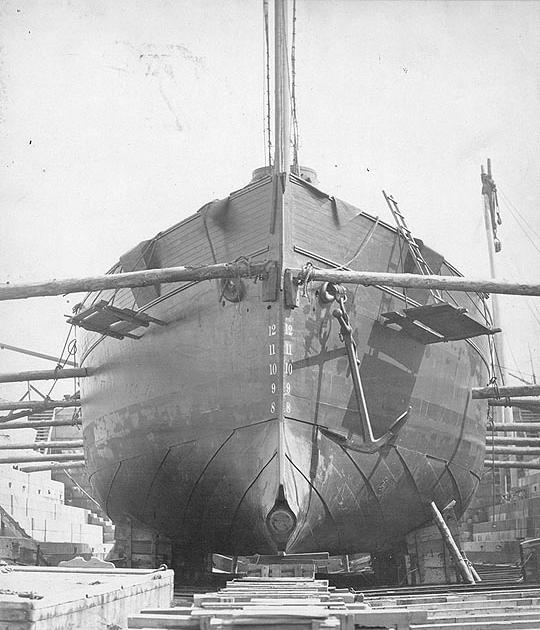
USS Intrepid im Trockendock